# Saison 13 de Top Chef
La treizième saison de Top Chef, est une émission de télévision franco-belge de téléréalité culinaire, diffusée chaque semaine en France, sur M6 du 16 février au 15 juin 2022, et en Belgique, sur RTL TVI, du 21 février au 15 juin 2022. Elle est animée par Stéphane Rotenberg.
Cette édition est remportée par Louise Bourrat qui empoche 56 190 €, proportionnellement au pourcentage des points obtenus pour son menu lors de la finale (56,19 %). Elle l'emporte au terme de dix heures de cuisine face à Arnaud Delvenne qui a lui obtenu 43,81 % des points.

## Production et organisation
L'émission est présentée par Stéphane Rotenberg.
Elle est réalisée par Sébastien Zibi et produite par la société de production Studio 89 Productions.
Ce dispositif est quasiment inchangé depuis la première saison.

### Casting
Le casting s'ouvre fin avril 2021. La production reçoit 2100 candidatures, un chiffre en constante augmentation par rapport aux années précédentes. Après un premier effeuillage, 650 candidatures sont ensuite analysées.
Le 3 décembre 2021, l'identité du premier candidat de cette saison est révélée : Pascal Barandoni, qui remporte la finale de la septième saison d'Objectif Top Chef. Il reçoit la veste de cuisine aux manches bleues de la brigade de Philippe Etchebest,.

### Tournage
Le début du tournage est annoncé par une publication d'Hélène Darroze sur les réseaux sociaux, début octobre 2021. La finale est tournée à l'hôtel George-V en janvier 2022, un mois après la demi-finale. Les candidats ont été confinés dans un hôtel parisien pendant les deux mois et demi de tournage, à l’automne 2021, ainsi que la semaine précédant le tournage de la finale.

### Promotion
L'identité de quelques candidats est révélée, ainsi que celle de chefs invités lors de la saison, tels que : Pierre Gagnaire, Mauro Colagreco, Alexandre Mazzia, Dominique Crenn, Christian Le Squer, Yannick Alléno, Anne-Sophie Pic, Dominique Ansel ou encore les chefs étrangers Rasmus Munk, Mike Bagale, Pía León, Clare Smyth, Massimo Bottura, Andoni Aduriz, mais aussi d'anciens candidats comme Stéphanie Le Quellec, Jean Imbert et Adrien Cachot.
Les noms des trois candidats belges sont annoncés par la presse belge dès le 17 janvier et les portraits présentés dix jours plus tard.
Deux bandes annonces sont diffusées sur M6 pour promouvoir le lancement de la saison, dont une mettant en scène l'arrivée du nouveau membre de jury Glenn Viel comme dans un mercato.

## Participants

### Jury
Le jury diffère de celui des saisons précédentes, puisqu'à l’été 2021 Michel Sarran annonce qu'il est évincé de l’émission après sept années passées dans le jury. Il est remplacé par le chef triplement étoilé Glenn Viel,.
Le jury de cette saison est ainsi composé des chefs Hélène Darroze, Philippe Etchebest, Paul Pairet et Glenn Viel.

### Candidats
Pour cette saison, quinze candidats s'affrontent dont douze hommes et trois femmes, tous professionnels sauf l'apprenti issu du concours Objectif Top Chef,. Trois belges font partie des candidats. La saison comprend un ancien candidat (de la saison 1), ce qui n'était pas arrivé depuis la saison 5 en 2014.
Cette saison voit la mise en place d'une brigade solitaire pour deux candidats repêchés à l'issue de la constitution des brigades.
| Candidat | Candidat               | Âge    | Localisation | Profession                                              | Brigade                                                                                           | Statut                     |
| -------- | ---------------------- | ------ | ------------ | ------------------------------------------------------- | ------------------------------------------------------------------------------------------------- | -------------------------- |
| ♀        | Louise Bourrat         | 26 ans | Lisbonne     | Cheffe du restaurant BouBou's                           | Darroze (épisode 1 – 18)                                                                          | Vainqueur                  |
| ♂        | Arnaud Delvenne        | 36 ans | Xhendremael  | Chef exécutif du groupe Van der Valk                    | Brigade solitaire (épisode 1 – 2) Viel (épisode 2 – 18)                                           | Finaliste                  |
| ♂        | Sébastien Renard       | 26 ans | Saint-Venant | Ancien sous-chef au Château de Beaulieu                 | Etchebest (épisode 1 – 8) Pairet (épisode 8 – 10) Viel (épisode 10 – 14) Pairet (épisode 14 – 17) | Éliminé le 8 juin 2022     |
| ♂        | Pascal Barandoni       | 21 ans | Cuers        | Apprenti – Gagnant d'Objectif Top Chef                  | Etchebest (épisode 1 – 16)                                                                        | Éliminé le 1er juin 2022   |
| ♂        | Mickaël Braure         | 33 ans | Ennevelin    | Chef du Bistrot du Witloof                              | Etchebest (épisode 1 – 14)                                                                        | Éliminé le 18 mai 2022     |
| ♂        | Lilian Douchet         | 28 ans | Beauvais     | Directeur d'hypermarché                                 | Pairet (épisode 1 – 9) Abandon Pairet (épisode 10 – 13)                                           | Éliminé le 11 mai 2022     |
| ♂        | Wilfried Romain        | 28 ans | Paris        | Chef de partie au Burgundy                              | Darroze (épisode 1 – 8) Éliminé Pairet (épisode 9 – 12)                                           | Éliminé le 4 mai 2022      |
| ♂        | Thibaut Spiwack        | 35 ans | Paris        | Chef propriétaire du restaurant Anona                   | Darroze (épisode 1 – 9) Éliminé Candidat solitaire (épisode 10 – 11)                              | Éliminé le 27 avril 2022   |
| ♀        | Lucie Berthier Gembara | 32 ans | Nantes       | Cheffe de son propre restaurant Sépia                   | Viel (épisode 1 – 10)                                                                             | Éliminée le 21 avril 2022  |
| ♂        | Ambroise Voreux        | 25 ans | Bréhémont    | Chef propriétaire du restaurant La Cabane à Matelot     | Pairet (épisode 1 – 6)                                                                            | Éliminé le 23 mars 2022    |
| ♂        | Élis Bond              | 28 ans | Paris        | Chef propriétaire du restaurant Mi Kwabo                | Brigade solitaire (épisode 1 – 3) Viel (épisode 3 – 5)                                            | Éliminé le 16 mars 2022    |
| ♂        | Logan Depuydt          | 34 ans | Falaën       | Chef propriétaire de L'Artiste de Falaën                | Pairet (épisode 1 – 4)                                                                            | Éliminé le 9 mars 2022     |
| ♀        | Tania Cadeddu          | 29 ans | Paris        | Cheffe du restaurant Vida                               | Viel (épisode 1 – 3)                                                                              | Éliminée le 2 mars 2022    |
| ♂        | Renaud Ramamourty      | 30 ans | Paris        | Chef exécutif chez Petrossian – Candidat de la saison 1 | Viel (épisode 1 – 2)                                                                              | Éliminé le 23 février 2022 |
| ♂        | Elliott Van de Velde   | 32 ans | Dworp        | Chef à Little Chef                                      | Aucune (épisode 1)                                                                                | Éliminé le 16 février 2022 |

Légende :
- Darroze, signifie que le candidat a intégré la brigade d'Hélène Darroze.
- Etchebest, signifie que le candidat a intégré la brigade de Philippe Etchebest.
- Pairet, signifie que le candidat a intégré la brigade de Paul Pairet.
- Viel, signifie que le candidat a intégré la brigade de Glenn Viel.
- Brigade/Candidat solitaire, signifie que le candidat a intégré la brigade solitaire.
- Éliminé, signifie que le candidat a été éliminé, avant de réintégrer le jeu.
- Aucune, signifie que le candidat est éliminé sans intégrer de brigade[d].

Notes :
1. ↑  Lilian abandonne le concours dès le début du 9e épisode (remplacé par Wilfried), puis le réintègre après la première épreuve du 10e épisode (retour des éliminés).
2. ↑  Wilfried est éliminé à l'issue du 8e épisode, mais réintègre le concours dès l'épisode suivant en remplacement de Lilian.
3. ↑  Thibaut est éliminé à l'issue du 9e épisode, puis réintègre le concours après la deuxième épreuve du 10e épisode (retour des éliminés).
4. ↑  Ce candidat n'apparaît plus dans le générique à partir du deuxième épisode.

## Bilan par épisode
| ► Épisode   | 1         | 2                   | 3                   | 4                    | 5                    | 6                    | 7                    | 8                    | 9                    | 10                   | 11                    | 12                    | 13                    | 14                    | Quarts de finale      | Demi-finale           | Finale                |
| ▼ Candidats | 1         | 2                   | 3                   | 4                    | 5                    | 6                    | 7                    | 8                    | 9                    | 10                   | 11                    | 12                    | 13                    | 14                    | 15 et 16              | 17                    | 18                    |
| ----------- | --------- | ------------------- | ------------------- | -------------------- | -------------------- | -------------------- | -------------------- | -------------------- | -------------------- | -------------------- | --------------------- | --------------------- | --------------------- | --------------------- | --------------------- | --------------------- | --------------------- |
| Louise      | Q         | Q                   | S                   | S                    | Q                    | Q                    | Q                    | DC                   | S                    | Q                    | Q                     | Q                     | Q                     | Q                     | Q                     | Q                     | Vainqueur             |
| Arnaud      | DC        | DC                  | S                   | S                    | DC                   | Q                    | Q                    | Q                    | Q                    | Q                    | Q                     | DC                    | Q                     | Q                     | Q                     | Q                     | Finaliste             |
| Sébastien   | Q         | Q                   | Q                   | Q                    | Q                    | DC                   | Q                    | Q                    | DC                   | Q                    | Q                     | S                     | DC                    | DC                    | Q                     | D                     | Éliminé (Semaine 17)  |
| Pascal      | [ n° 12 ] | Q                   | Q                   | Q                    | Q                    | Q                    | Q                    | Q                    | Q                    | Q                    | DC                    | S                     | Q                     | Q                     | D                     | Éliminé (Semaine 16)  | Éliminé (Semaine 16)  |
| Mickaël     | Q         | Q                   | DC                  | Q                    | DC                   | Q                    | Q                    | Q                    | Q                    | Q                    | S                     | DC                    | Q                     | D                     | Éliminé (Semaine 14)  | Éliminé (Semaine 14)  | Éliminé (Semaine 14)  |
| Lilian      | Q         | Q                   | Q                   | Q                    | Q                    | Q                    | Q                    | Q                    | A                    | Q                    | DC                    | S                     | D                     | Éliminé (Semaine 13)  | Éliminé (Semaine 13)  | Éliminé (Semaine 13)  | Éliminé (Semaine 13)  |
| Wilfried    | DC        | Q                   | S                   | DC                   | Q                    | Q                    | Q                    | D                    | S                    | Q                    | Q                     | D                     | Éliminé (Semaine 12)  | Éliminé (Semaine 12)  | Éliminé (Semaine 12)  | Éliminé (Semaine 12)  | Éliminé (Semaine 12)  |
| Thibaut     | Q         | Q                   | DC                  | S                    | Q                    | Q                    | Q                    | Q                    | D                    | Q                    | D                     | Éliminé (Semaine 11)  | Éliminé (Semaine 11)  | Éliminé (Semaine 11)  | Éliminé (Semaine 11)  | Éliminé (Semaine 11)  | Éliminé (Semaine 11)  |
| Lucie       | Q         | Q                   | Q                   | DC                   | Q                    | Q                    | Q                    | Q                    | Q                    | D                    | Éliminée (Semaine 10) | Éliminée (Semaine 10) | Éliminée (Semaine 10) | Éliminée (Semaine 10) | Éliminée (Semaine 10) | Éliminée (Semaine 10) | Éliminée (Semaine 10) |
| Ambroise    | DC        | Q                   | Q                   | S                    | Q                    | D                    | Éliminé (Semaine 6)  | Éliminé (Semaine 6)  | Éliminé (Semaine 6)  | Éliminé (Semaine 6)  | Éliminé (Semaine 6)   | Éliminé (Semaine 6)   | Éliminé (Semaine 6)   | Éliminé (Semaine 6)   | Éliminé (Semaine 6)   | Éliminé (Semaine 6)   | Éliminé (Semaine 6)   |
| Élis        | DC        | DC                  | Q                   | S                    | D                    | Éliminé (Semaine 5)  | Éliminé (Semaine 5)  | Éliminé (Semaine 5)  | Éliminé (Semaine 5)  | Éliminé (Semaine 5)  | Éliminé (Semaine 5)   | Éliminé (Semaine 5)   | Éliminé (Semaine 5)   | Éliminé (Semaine 5)   | Éliminé (Semaine 5)   | Éliminé (Semaine 5)   | Éliminé (Semaine 5)   |
| Logan       | Q         | Q                   | DC                  | D                    | Éliminé (Semaine 4)  | Éliminé (Semaine 4)  | Éliminé (Semaine 4)  | Éliminé (Semaine 4)  | Éliminé (Semaine 4)  | Éliminé (Semaine 4)  | Éliminé (Semaine 4)   | Éliminé (Semaine 4)   | Éliminé (Semaine 4)   | Éliminé (Semaine 4)   | Éliminé (Semaine 4)   | Éliminé (Semaine 4)   | Éliminé (Semaine 4)   |
| Tania       | DC        | Q                   | D                   | Éliminée (Semaine 3) | Éliminée (Semaine 3) | Éliminée (Semaine 3) | Éliminée (Semaine 3) | Éliminée (Semaine 3) | Éliminée (Semaine 3) | Éliminée (Semaine 3) | Éliminée (Semaine 3)  | Éliminée (Semaine 3)  | Éliminée (Semaine 3)  | Éliminée (Semaine 3)  | Éliminée (Semaine 3)  | Éliminée (Semaine 3)  | Éliminée (Semaine 3)  |
| Renaud      | Q         | D                   | Éliminé (Semaine 2) | Éliminé (Semaine 2)  | Éliminé (Semaine 2)  | Éliminé (Semaine 2)  | Éliminé (Semaine 2)  | Éliminé (Semaine 2)  | Éliminé (Semaine 2)  | Éliminé (Semaine 2)  | Éliminé (Semaine 2)   | Éliminé (Semaine 2)   | Éliminé (Semaine 2)   | Éliminé (Semaine 2)   | Éliminé (Semaine 2)   | Éliminé (Semaine 2)   | Éliminé (Semaine 2)   |
| Elliott     | D         | Éliminé (Semaine 1) | Éliminé (Semaine 1) | Éliminé (Semaine 1)  | Éliminé (Semaine 1)  | Éliminé (Semaine 1)  | Éliminé (Semaine 1)  | Éliminé (Semaine 1)  | Éliminé (Semaine 1)  | Éliminé (Semaine 1)  | Éliminé (Semaine 1)   | Éliminé (Semaine 1)   | Éliminé (Semaine 1)   | Éliminé (Semaine 1)   | Éliminé (Semaine 1)   | Éliminé (Semaine 1)   | Éliminé (Semaine 1)   |

Légende :
- Vainqueur signifie que le candidat remporte la finale, donc la treizième saison de Top Chef.
- Q« Q » (pour Qualifié) signifie que le candidat s'est qualifié pour la semaine suivante à l'issue des épreuves qualificatives précédant l'épreuve de la dernière chance (ou à n'importe quel moment de l'épisode si celui-ci ne contient pas d'épreuve de la dernière chance).
- S« S » (pour Sauvé) signifie que le candidat s'est retrouvé sur la sellette à l'issue des épreuves qualificatives, mais a été repêché par son chef de brigade avant l'épreuve de la dernière chance.
- DC« DC » (pour Dernière chance) signifie que le candidat a participé à l'épreuve de la dernière chance, mais a été sauvé.
- D« D » (pour Défaite) signifie que le candidat est éliminé à l'issue de l'épisode.
- A« A » (pour Abandon) signifie que le candidat a abandonné le concours pendant l'épisode.

Notes :
1. ↑  Arnaud faisait partie de la brigade solitaire jusqu'au 2e épisode inclus.
2. ↑  Sébastien a aussi fait partie des brigades bleue et orange (voir la section Candidats).
3. ↑  Wilfried faisait partie de la brigade rouge jusqu'au 8e épisode inclus.
4. ↑  Thibaut faisait partie de la brigade rouge jusqu'au 9e épisode inclus.
5. ↑  Élis faisait partie de la brigade solitaire jusqu'au 3e épisode inclus.

1. ↑  Le premier épisode ayant pour vocation la composition des brigades, les candidats désignés comme vainqueur de l'épreuve sont en fait ceux qui ont intégré une brigade.
2. ↑  Cet épisode, au cours duquel se déroule uniquement la traditionnelle épreuve de la « guerre des restos », ne comprend ni dernière chance, ni élimination, expliquant ainsi la qualification de l'ensemble des candidats pour la semaine suivante.
3. ↑  Cet épisode marque le « retour des éliminés ». Une réorganisation quasi complète des brigades est alors effectuée et il n'y a pas d'épreuve de la dernière chance.
4. ↑  Les quarts de finale se déroulent sur le même principe que les saisons précédentes. C'est-à-dire qu'un marathon culinaire est organisé. Les candidats participent aux épreuves qui leur permettent de décrocher des pass. Dès qu'un candidat remporte deux pass, il se qualifie pour la demi-finale et arrête de participer aux épreuves. Les épreuves se poursuivent jusqu'à ce qu'il ne reste plus qu'un seul candidat, qui est alors éliminé.
5. ↑  La demi-finale se déroule sur le même principe que les saisons précédentes. C'est-à-dire que chaque candidat impose une épreuve à ses adversaires. Après dégustation à l'aveugle, un classement est établi. Si le candidat qui a proposé l'épreuve est imbattable, il ne marque pas de point, mais empêche les autres d'en marquer. Si certains candidats le battent, ils marquent un point. Les deux candidats qui cumulent le plus de points à l'issue des trois épreuves se qualifient pour la finale.
6. ↑  Louise remporte un premier pass lors de la première épreuve de ces quarts de finale (15e épisode) et un second pass lors de la troisième épreuve (16e épisode). Elle se qualifie donc pour la demi-finale.
7. ↑  À l'issue de cette demi-finale, Louise cumule un point, remporté lors de la troisième épreuve. Elle se qualifie donc pour la finale.
8. ↑  Arnaud remporte un premier pass lors de la première épreuve de ces quarts de finale et un second pass lors de la deuxième épreuve (15e épisode). Il se qualifie donc pour la demi-finale.
9. ↑  À l'issue de cette demi-finale, Arnaud cumule un point, remporté lors de la troisième épreuve. Il se qualifie donc pour la finale.
10. ↑  Sébastien remporte deux pass lors de la quatrième épreuve de ces quarts de finale (16e épisode). Il se qualifie donc pour la demi-finale.
11. ↑  À l'issue de cette demi-finale, Sébastien ne cumule aucun point. Il ne se qualifie donc pas pour la finale et est éliminé.
12. ↑  Pascal ayant gagné Objectif Top Chef, il intègre directement la brigade de Philippe Etchebest, sans passer par la phase de "sélections" du premier épisode. Il rejoint donc sa brigade dès le deuxième épisode.
13. ↑  Pascal ne remporte aucun pass à l'issue de ces quarts de finale. Il ne se qualifie donc pas pour la demi-finale et est éliminé.
14. ↑  Lilian abandonne le concours dès le début du 9e épisode (remplacé par Wilfried), puis le réintègre après la première épreuve du 10e épisode (retour des éliminés).
15. ↑  Wilfried est éliminé à l'issue du 8e épisode, mais réintègre le concours dès l'épisode suivant en remplacement de Lilian.
16. ↑  Thibaut est éliminé à l'issue du 9e épisode, puis réintègre le concours après la deuxième épreuve du 10e épisode (retour des éliminés).

## Résumés détaillés

### 1erépisode

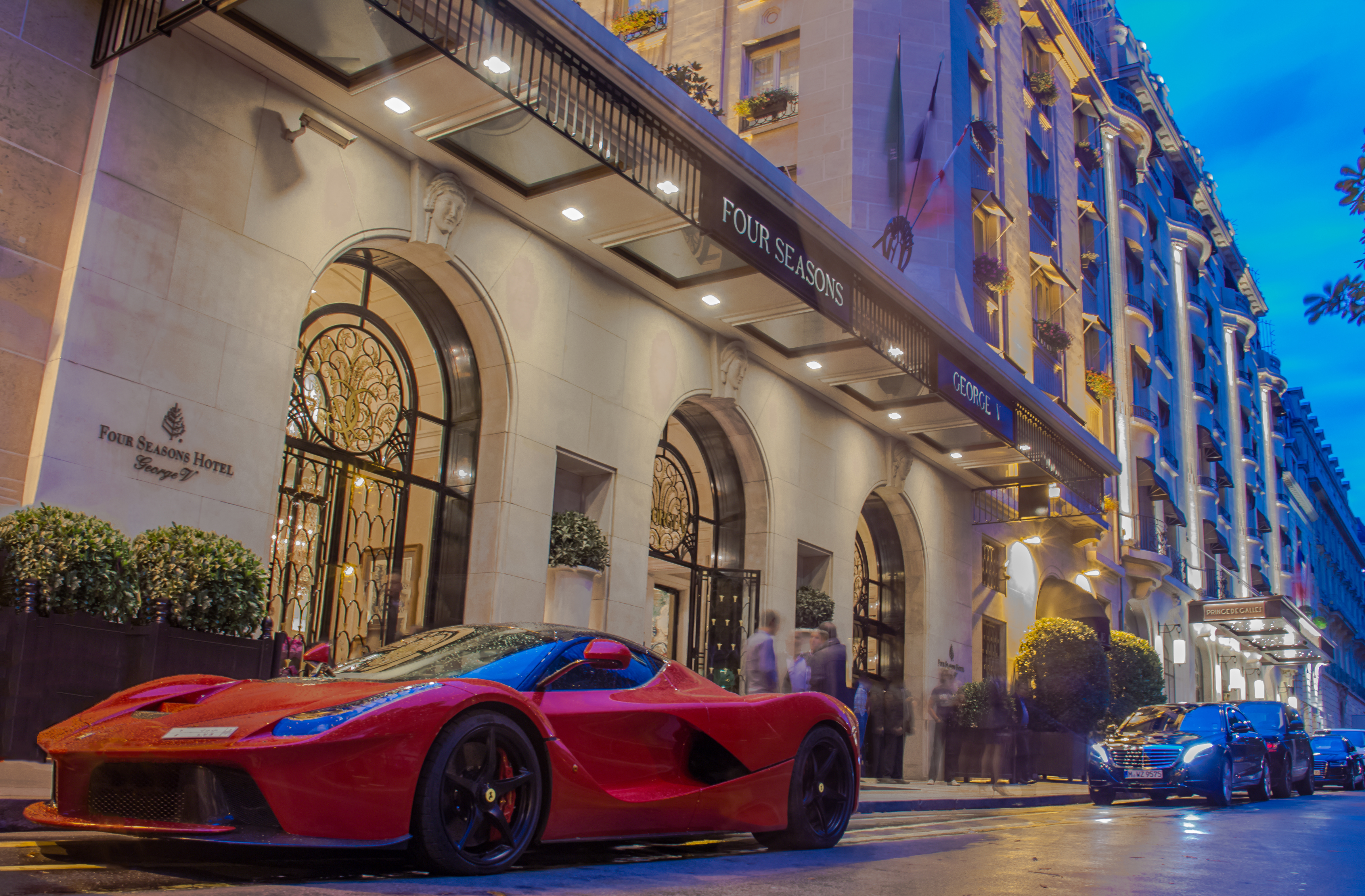
Entrée de l'hôtel George-V, lieu de tournage de la finale.

Cet épisode est diffusé pour la première fois le 16 février 2022.
Quatorze candidats s'affrontent pour tenter d'intégrer les quatre brigades, le gagnant d'Objectif Top Chef, Pascal Barandoni, étant déjà intégré dans la brigade bleue de Philippe Etchebest. Les candidats sont répartis en deux groupes qui disputent chacun une épreuve différente.
Le procédé au cours duquel les chefs, après avoir visité les candidats, attribuaient un point de couleur (vert, orange ou rouge) selon leurs premières impressions, n'a pas lieu au cours de cette saison.

#### 1reépreuve: un plat libre sucré
Dans le premier groupe, les sept candidats qui s'affrontent sont Arnaud, Lilian, Louise, Mickaël, Renaud, Tania et Wilfred. Ils doivent chacun réaliser, en deux heures, une assiette sucrée. À l'issue de l'épreuve, quatre candidats sont sélectionnés dans les brigades, les trois autres étant envoyés en dernière chance.
Arnaud décide de travailler un café liégeois en forme de barre chocolatée. Il travaille ainsi une crème chantilly au mascarpone végétal, un biscuit streusel sans gluten, un crémeux café, avec un enrobage chocolat noir, et sucre soufflé, et intitule son assiette Bar Liégois. Lilian, quant à lui, travaille principalement trois éléments : Poire, chou-fleur, coco, et en fait l'intitulé de son dessert. Louise, de son côté, réalise un champignon en trompe-l'œil avec un crumble au cacao, peau de lait, caramel au miso et vinaigre de riz, une pâte sablée au cacao, et une glace à l'ail noir, et intitule son assiette Hummus Umami. Mickaël travaille un kebab de céleri-pomme, avec un caramel au beurre salé, une panna cotta citron et un gel de céleri branche et intitule son assiette de façon descriptive Kebab de céleri, pommes confites et panna cotta aux deux céleris. Renaud de son côté travaille une crème de maïs, une gelée de cassis, un granita à l'estragon, un condiment à l'aloe vera, puis un pain de Gênes, et nomme son dessert La toile enflammée. Tania réalise une pizza soufflée, avec une glace à la vanille végan, une crème végan à la myrte, et de la myrte fumée et intitule son assiette Pizza soufflée à la sarde. Enfin, Wilfried se concentre sur une glace à la bisque de langoustine, crème chantilly à la langoustine, tartare de langoustine et noix de pécan caramélisées et une tuile. Il intitule son plat à la forme interrogative Une boule de glace ?
À l'issue des dégustations, Hélène Darroze est la seule à retenir Louise, qui intègre donc sa brigade. Philippe Etchebest choisit Mickaël, qui intègre la brigade bleue. Renaud est sélectionné par Paul Pairet et Glenn Viel ; il décide d'intégrer la brigade orange. Paul Pairet effectue un nouveau choix et s'arrête sur Lilian. Les trois candidats restants : Arnaud, Tania et Wilfried sont envoyés en dernière chance.

#### 2eépreuve: un plat libre salé
Dans le second groupe, les sept candidats qui s'affrontent sont Ambroise, Élis, Elliott, Logan, Lucie, Sébastien et Thibaut. Ils disposent de deux heures, pour réaliser un plat salé.
Ambroise choisit de travailler un silure dans son intégralité et réalise ainsi un boudin noir, silure cuit dans la peau, sauce aux nageoires, condiment de foie, bonbon d'herbes sauvages et intitule son plat Silure de Loire. Élis quant à lui travaille de l'agneau cuit dans un estomac de mouton, condiment champignons mintoumba, sauces tomate-tamarin-mbongo et intitule son plat Les saveurs perdues de l'agneau sous une toile d’histoire. Elliott de son côté travaille le céleri, en mousseline, rôti, cru, en pickles, le tout accompagné de lieu jaune en saumure et intitule son assiette Céleri en mer. Logan réalise un plat Entre terre et mer, en travaillant notamment le turbot. Lucie part sur des aubergines torréfiées, un baba ganousch d'aubergines et tahini, labné, condiment au vinaigre de cacao, sauce aux épices et saké, qu'elle intitule Charbon d'aubergine, baba ganousch et chocolat clémentine. Sébastien veut faire sourire les chefs avec Bunny et sa carotte, en travaillant une ballotine de lapin au lard fumé, une farce au foie gras et aux rognons, un jus de lapin corsé et une carotte farcie à la mousseline de carotte, complété par une poudre de carotte. Enfin Thibaut, réalise des Escargots du Poitou aux herbes franciliennes, en travaillant des escargots à l'échalote, haricots verts, une crème d'herbes, un coulis d'épinards et herbes, une tuile dentelle et un sponge cake aux herbes.
À l'issue des dégustations, Glenn Viel est le seul à retenir Lucie, qui intègre donc sa brigade. Paul Pairet choisit Logan, qui rejoint la brigade aux manchettes violettes. Sébastien est sélectionné par Philippe Etchebest et Hélène Darroze ; il décide d'intégrer la brigade bleue et en devient donc le troisième et dernier membre. Hélène Darroze effectue un nouveau choix et s'arrête sur Thibaut. Les trois candidats restants, Ambroise, Élis et Elliott, sont envoyés en dernière chance.

#### Dernière chance: la pomme

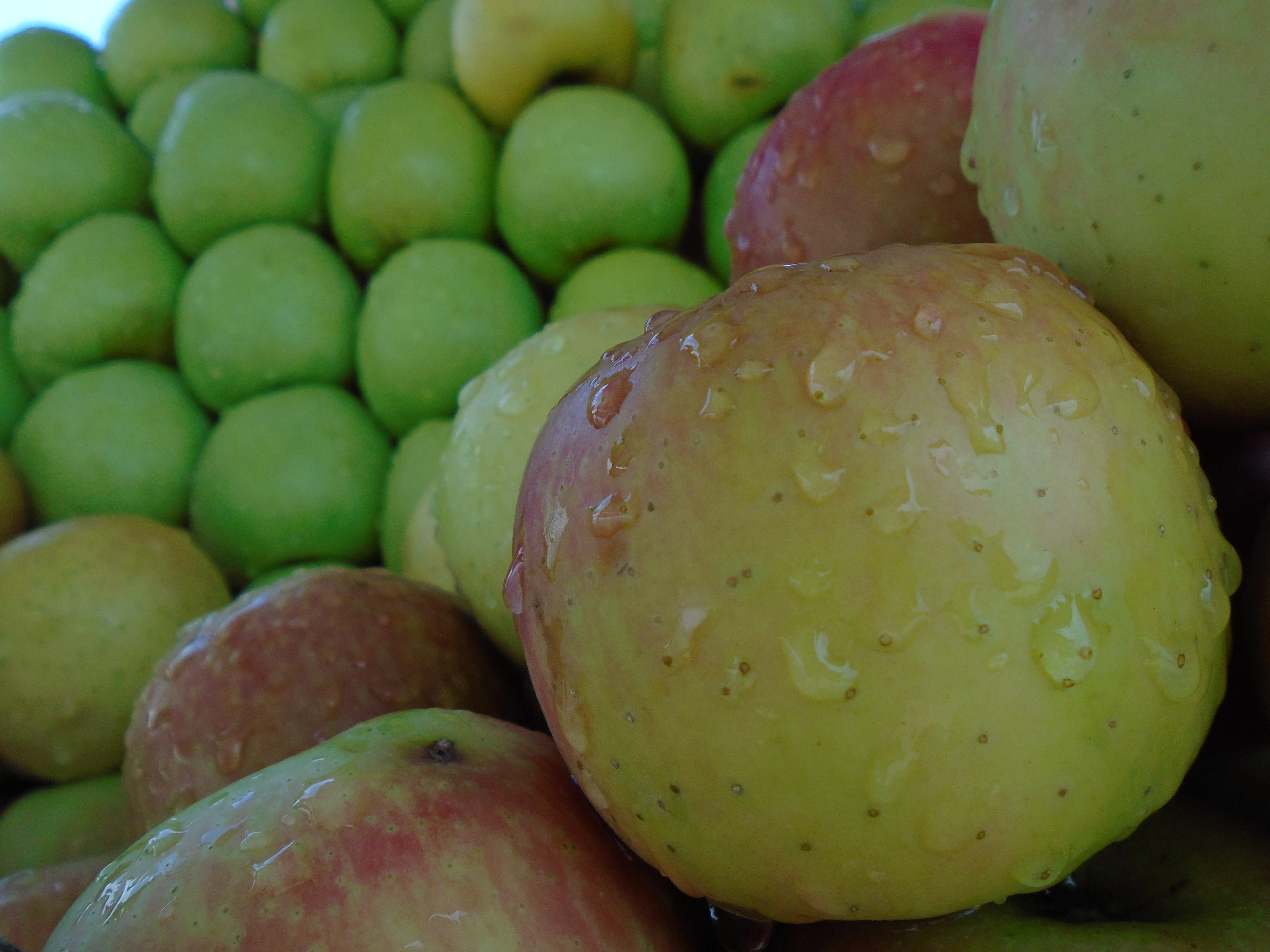
La pomme est le thème de la première dernière chance de cette treizième saison.

Pour la dernière chance, les six candidats non qualifiés s'affrontent. Ils ont une heure pour réaliser une assiette autour de la pomme. Les plats sont ensuite dégustés à l'aveugle par les quatre chefs.
Ambroise, Arnaud, Élis, Elliott, Tania et Wilfried réalisent chacun un plat, qu'ils intitulent respectivement : Balade au verger, Pomme, Saint-Jacques et lard, La pomme et son poulet oublié, Pomme du dimanche, La pomme en ceviche, Caractère pomme.
Après les dégustations, Stéphane Rotenberg annonce qu'une fois que les brigades seront complétées, deux candidats seront qualifiés par le jury pour intégrer la « brigade solitaire », une brigade sans chef pour les épauler.
Les chefs dévoilent ensuite leur choix : Hélène Darroze est la seule à avoir choisi le plat de Wilfried, qui vient donc compléter la brigade rouge. Paul Pairet et Glenn Viel ont tous les deux sélectionné le plat de Tania, qui choisit d'intégrer la brigade de Glenn Viel. Paul Pairet qualifie en second choix le plat d'Ambroise. Toutes les brigades sont ainsi complètes.
Il ne reste plus que trois candidats non qualifiés : Arnaud, Élis et Elliott. Les quatre chefs sont invités à se concerter pour départager les trois assiettes restantes. Après délibération, ils sélectionnent les plats d'Arnaud et d'Élis. Ceux-ci intègrent donc la brigade solitaire et revêtent un tablier Top Chef aux revers de manches blancs.
Elliott est donc finalement éliminé, sans avoir intégré de brigade.

### 2eépisode
Cet épisode est diffusé pour la première fois le 23 février 2022.

#### 1reépreuve: un plat à base de maïs

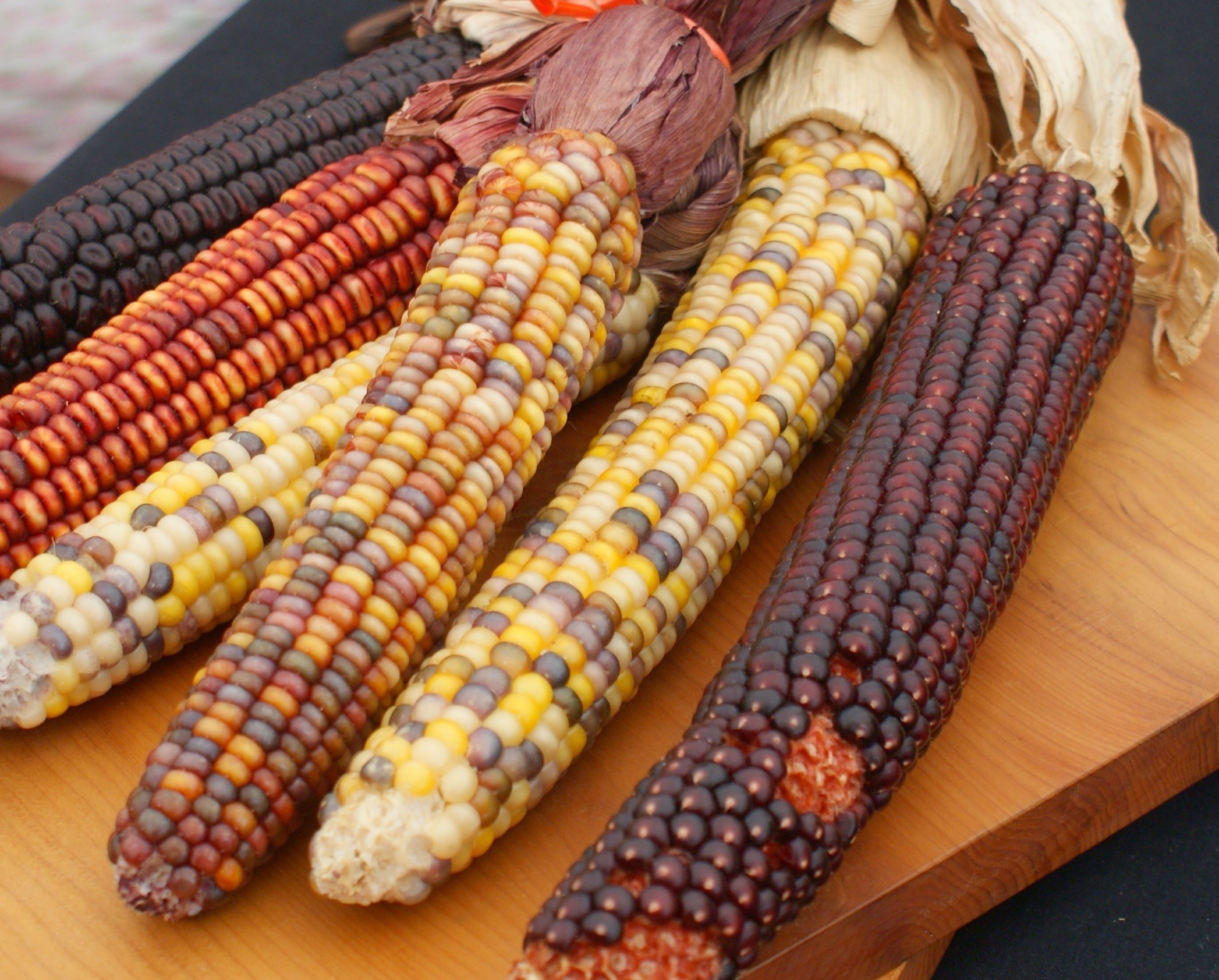
Le maïs est au centre de cette première épreuve, jugée par la cheffe Pía León.

Cette première épreuve se déroule dans les cuisines de Top Chef. Elle est orchestrée par la cheffe péruvienne Pía León, qui demande aux candidats de réaliser un plat à base de maïs. Les brigades au complet d'affrontent et disposent de deux heures.
- La brigade violette travaille des gnocchis de maïs, une crème de maïs jaune, une purée de maïs noir, du maïs grillé, avec une sauce piments jalapeños rouges, chipirons, qu'ils intitulent Maïs con chicha.
- La brigade d'Hélène Darroze réalise un Kaiseki, avec du maïs grillé et émulsion de pop-corn, maki de maïs à l'oseille, cornbread.
- La brigade orange part sur un taco de maïs aux couteaux et sauce vierge au maïs, mini maïs à la mayonnaise harissa, bouillon de maïs, qu'ils intitulent Taco tuesday.
- La brigade Etchebest réalise un cannelloni de maïs au tourteau, verrine de maïs grillé, bouillon de maïs, et intitulent leur assiette Cannelloni de maïs en deux services. Enfin, la brigade solitaire travaille de la poitrine de porc, un jus de porc et maïs, une tuile de graines d'amarante, un crémeux de maïs, et maïs grillés et intitulent leur assiette Première rencontre.

Après dégustation, la cheffe établit un classement, que voici (des derniers aux premiers) : brigade rouge, brigade solitaire, brigade orange, brigade violette et brigade bleue. Par conséquent, Louise, Wilfried, Thibaut (de la brigade Darroze) et Élis et Arnaud (brigade solitaire) participent à la deuxième épreuve. Parmi la brigade arrivée en troisième position, Glenn Viel doit choisir un candidat pour participer à l'épreuve suivante, à savoir Renaud. Par conséquent, les deux autres candidats de cette brigade, et ceux des brigades Pairet et Etchebest sont tous qualifiés pour la semaine suivante.

#### 2eépreuve: un plat cuit au feu
Cette épreuve se déroule au château La Coste, en Provence, fief du chef Francis Mallmann. Ce dernier demande aux candidats de réaliser un plat entièrement cuit au feu. L'épreuve est jugée par Francisco Trelles Parera, son chef exécutif. Les six candidats sont répartis en deux binômes et deux solitaires et disposent de deux heures.
- Renaud de la brigade orange est seul et réalise un ananas brûlé et laqué, foie gras poêlé, condiment patate douce, légumes confits à la graisse animale, qu'il intitule Mettre la main au feu.
- Les deux candidats de la brigade solitaire sont ensemble et réalisent un saumon fumé et grillé, légumes à la plancha et grillés, caviar d'aubergine, sauce vierge à base de tomates brûlées et l'intitulent de façon descriptive Saumon grillé et légumes du potager, sauce vierge à la tomate grillée.
- Louise (brigade rouge) travaille une aubergine braisée et fumée, poudre de peau d'aubergine, crème d'avocat, œuf mollet au feu et intitule son plat Emoji aubergine (stylisé «  »)
- Wilfried et Thibaut (brigade rouge) travaillent un agneau laqué fumé et grillé, huîtres, condiments avocats et oignons-piments, laitue braisée, légumes à la plancha, qu'ils intitulent Agneau laqué, huîtres confites à la moelle et laitue braisée.

Francisco Trelles Parera déguste les assiettes et doit en retenir deux. Les candidats les ayant réalisées étant qualifiés pour la semaine suivante, les autres étant envoyés en dernière chance. Il retient d'abord l'assiette de Louise, qui est d'ailleurs un « coup de cœur », ensuite, celle de Wilfried et Thibaut. Par conséquent, la brigade Darroze au complet se qualifie.

#### Dernière chance: les courges
Cette dernière chance voit s'affronter Élis, Arnaud et Renaud, sur le thème des courges. Ils disposent, comme habituellement, d'une heure.
Renaud réalise un steak végétal de potiron, pesto d'herbes et courge spaghetti, butternut mariné, brunoise de courge, mayonnaise butternut et intitule son plat Les premières courges. Arnaud travaille une assiette de raviole végétale butternut, farce ciboulette et fromage de chèvre, potimarron rôti au kumquat, purée de butternut, graines de courges poêlées, qu'il intitule Butternut, potimarron et fromage de chèvre. Enfin, Élis réalise une assiette intitulée Butternut et ses différentes textures, saveurs de l'enfance, dans laquelle il intègre butternut au romarin, purée de butternut, butternut râpée, tuile de jus de courge, sauce graines de courges, lard au barbecue.
Après dégustation à l'aveugle, les chefs établissent un classement. Ils sélectionnent en premier l'assiette d'Arnaud, puis celle d'Élis. Par conséquent, Renaud de la brigade Glenn Viel est éliminé,,,,. Arnaud, qui est arrivé en première position, quitte la brigade solitaire pour intégrer la brigade orange à la place de Renaud.

### 3eépisode
Cet épisode est diffusé pour la première fois le 2 mars 2022.
Les candidats sont séparés en deux groupes, de sorte que des binômes s'affrontent lors de la première épreuve et que des candidats solitaires s'affrontent lors de l'épreuve suivante.

#### 1reépreuve: un dessert de la mer

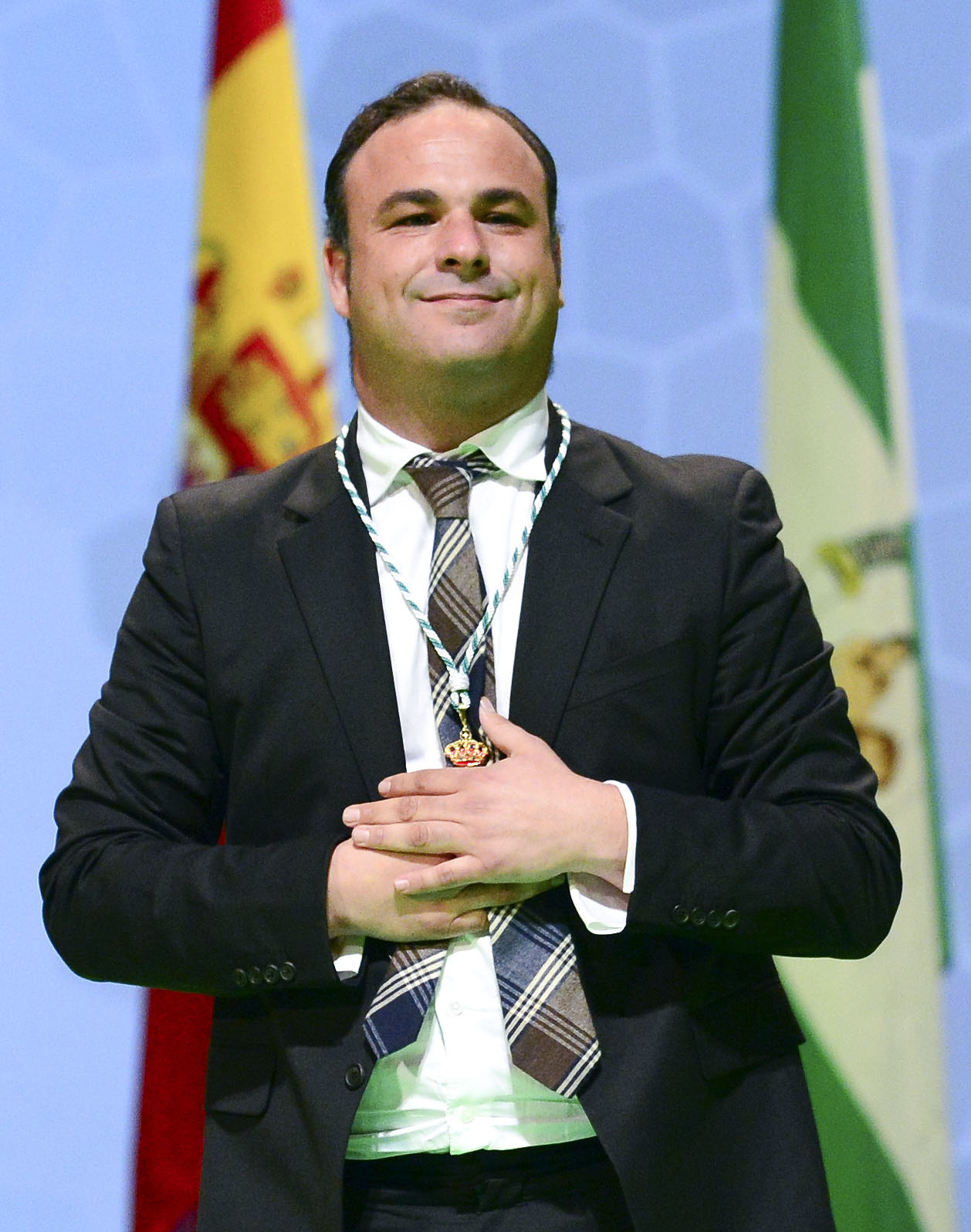
Le chef espagnol Ángel León propose et juge cette première épreuve de « dessert de la mer ».

La première épreuve se déroule dans les cuisines de Top Chef. Elle est imaginée et jugée par le chef espagnol Ángel León. Il commence par faire une démonstration aux candidats en utilisant un crabe bioluminescent séché, qu'il mélange avec de l'eau de mer, pour créer un liquide bleuté fluorescent. Il demande ensuite aux candidats de réaliser un dessert avec des produits de la mer. Ils disposent pour cela d'une heure trente.
- Lilian et Ambroise de la brigade Pairet réalisent un Vacherin iodé, en travaillant une meringue, tuiles d'algue, gelée spiruline, salade de salicornes et Saint-Jacques, segments d'agrumes, moules en éclade, granité.
- Pascal et Sébastien de la brigade Etchebest réalisent une meringue à la française, granité et tartare poire-oursin, poires confites, crémeux poire-cerfeuil et intitulent leur plat Pavovla d'oursins, iode de poire.
- Wilfried et Thiabut de la brigade Darroze partent sur des huîtres marinées au cidre, écume de cidre et huîtres, chantilly marinière, glace marinière, cristallines de laitue de mer et intitulent leur assiette Pommes marinières.
- Tania et Arnaud de la brigade Viel réalisent une assiette intitulée L'air marin, en travaillant une glace à la Saint-Jacques, praliné de barbes de Saint-Jacques, carpaccio de Saint-Jacques caramélisées.

Le chef déguste les assiettes des duos, respectivement présentées par Ambroise, Sébastien, Thibaut et Tania, et choisit les deux meilleures, à savoir celles des brigades Pairet (première place) et Etchebest (deuxième place). Par conséquent, Lilian et Ambroise ainsi que Pascal et Sébastien se qualifient pour la semaine suivante. Tous les autres sont envoyés sur la sellette.

#### 2eépreuve: le poulet rôti
Cette épreuve se déroule à La Madelaine-sous-Montreuil, précisément au restaurant doublement étoilé La Grenouillère d'Alexandre Gauthier, qui est aussi juge de cette épreuve. Il demande aux candidats, en une heure trente, de proposer une assiette de poulet rôti surprenante.
- Lucie (brigade orange) réalise un mille-feuille de peau de poulet, pommade de gésiers, confiture de yuzu, qu'elle intitule Condensé de poulet de Mamé.
- Mickaël (brigade bleue) travaille un poulet en saumure, écailles de pommes de terre, jus de cuisses de poulet, tartare d'abats à la bière, espuma de pommes de terre, qu'il intitule Poulet en écailles de pommes de terre cuit en saumure et crevettes grises.
- Élis (brigade solitaire) intitule son assiette De la patte au champignon, dans laquelle il intègre une cuisse de poulet snackée et fumée au foin, tempura de patte de poulet, condiment yassa, champignons, bouillon de poulet.
- Logan (brigade violette) propose quant à lui une ballotine de poulet, jus de cuisses de poulet, croustillant de peau de poulet, compote de pommes, jus vert, pommes de terre confites, qu'il intitule Poulet du dimanche en famille.
- Louise (brigade rouge) souhaite rendre hommage à sa grand-mère en travaillant une chips de peaux de poulet, riz au sang, sot-l'y-laisse cuit sur le coffre, jus de volaille, jus de laitue frais et intitule son assiette Reste de poulet et riz au sang comme ma grand-mère Fatima.

Après dégustation, Alexandre Gauthier désigne les deux assiettes qu'il sélectionne, à savoir Lucie et Élis. Ces deux candidats se qualifient pour la semaine suivante, les autres étant envoyés sur la sellette.

#### Dernière chance: les choux
Paul Pairet et Philippe Etchebest n'ont qu'un seul candidat sur la sellette et n'ont donc pas de choix à faire (Logan et Mickaël respectivement). Pour la brigade rouge, la cheffe Darroze choisit Thibaut, qualifiant de fait Wilfried et Louise. Pour la brigade orange, le chef Viel choisit Tania, qualifiant ainsi Arnaud.
Pour cette dernière chance, les candidats disposent d'une heure pour travailler une assiette autour des choux. Mickaël réalise un cannelloni de choux rouges, tombée de choux rouges à la flamande, pétales oignons, coquillages, jus de coquillages, qu'il intitule Chou dans la mer. Tania réalise des gnocchis de chou-fleur, sauce au chou rouge, chou vert frisé et citron vert, choux-fleurs et choux de Bruxelles au barbecue, qu'elle intitule Chou trop chou. Thibaut travaille un bouillon de soupe au chou, embeurrée de chou, condiment citron piment, émulsion chou au lard, pesto de brocoli, jus de yuzu et combava, qu'il intitule Soupe de chou 2022, chou vert, brocoli. Enfin, Logan réalise Chou fleur et chocolat blanc, dans laquelle il intègre un riz au lait de chou-fleur, mousse de chou-fleur, chocolat blanc et vanille, choux-fleurs en texture, choux de Bruxelles crus.
Après dégustation à l'aveugle par les chefs, ils décident de ne pas retenir l'assiette Chou trop chou, réalisée par Tania qui est par conséquent éliminée,,,. Élis, qui s'est qualifié lors de la deuxième épreuve, prend sa place dans la brigade orange. Par conséquent, la brigade solitaire n'est plus.

### 4eépisode
Cet épisode est diffusé pour la première fois le 9 mars 2022.

#### 1reépreuve: un dessert avec une association inédite
|                                                                       |  |  |
| L'avocat-banane est l'une des associations inédites de cette épreuve. |  |  |

Cette épreuve se déroule dans les cuisines de Top Chef. Elle est imaginée et jugée par le chef Alexandre Mazzia, qui demande aux candidats de réaliser un dessert avec une association inédite. Les brigades au complet s'affrontent au cours de cette épreuve d'une heure trente. Ils tirent leurs deux ingrédients au sort.
- Pour la brigade rouge chocolat et bacon et ils travaillent une ganache au chocolat noir et bacon, pralin au bacon, crumble chocolat et bacon, gel d'eau de bacon et cacao, poudre de bacon, tuile cacao, qu'ils intitulent Choco bacon 70%.
- Pour la brigade violette avocat et banane et proposent une banane rôtie légèrement brûlée, crémeux d'avocat grillé, glace avocat-banane-citron vert et piment, vinaigrette piment et agrumes intitulée Amazonia.
- Pour la brigade bleue melon et câpres dans une assiette composée de pâte sablée, poêlée de melon aux câpres, carpaccio de melon, caramel de câpres, granité melon et câpres, câpres frites qu'ils intitulent Melon au pays des câpres.
- Pour la brigade orange moutarde à l'ancienne et myrtilles avec des myrtilles crues, congelées, cuites, tuile cumin-chocolat blanc, crumble, crème chocolat blanc, myrtille et moutarde en l'intitulant On ne s'y attend pas !.

Après dégustation, le chef Mazzia établit un classement (des derniers aux premiers) : brigade Darroze, brigade Viel, brigade Pairet et brigade Etchebest. Par conséquent, Pascal, Mickaël et Sébastien de la brigade bleue sont directement qualifiés pour la semaine suivante ; et Louise, Wilfried et Thibaut sont directement envoyés sur la sellette. Les autres participent à la deuxième épreuve.

#### 2eépreuve: un plat glacé
La deuxième épreuve est imaginée et jugée par le chef espagnol Andoni Aduriz, qui demande aux candidats de réaliser un plat glacé. Répartis en binômes ou solitaires, ils disposent de deux heures.
Pour la brigade Viel : Élis et Arnaud réalisent une assiette composée de maquereau au barbecue et givré, glace maquereau à l'azote, arête de maquereau brûlé, granité piment végétarien, sauce guanciale qu'ils intitulent Maquereau givré et Lucie réalise un granité d'eau de figue à −10 °C, figues en lamelles congelées à −80 °C, émulsion de yaourt grec à 5 °C et tapenade figues-olives à 5 °C, qu'elle intitule Méditerranée glacée. Pour la brigade Pairet : Ambroise et Logan travaillent une assiette avec une glace à l'ancienne au chocolat, café et whisky, arête frite de hareng fumé à l'azote, râpé de hareng fumé congelé, tuile chocolat-piment, intitulée Dessert chocolat et hareng fumé et Lilian propose des sucettes de langoustines snackées, glaçage soja et agrumes, crémeux langoustine, kakigōri aromatisé à la langoustine et au thé matcha qu'il intitule de façon despcriptive Sucettes de langoustines façon kakigori japonais avec un consommé langoustine et émulsion matcha.
Après dégustation, le chef Aduriz sélectionne l'assiette de Lilian, le qualifiant ainsi pour la semaine suivante. Tous les autres candidats sont envoyés sur la sellette.

#### Dernière chance: les fruits rouges en assiette salée
Les candidats de la brigade de Philippe Etchebest ont tous déjà été qualifiés. Les autres jurés doivent choisir le candidat qu'ils envoient en dernière chance. La cheffe Darroze choisit Wilfried, les chefs Viel et Pairet choisissent respectivement Lucie et Logan. Tous les autres candidats sont ainsi qualifiés.
Pour cette dernière chance, le trio dispose d'une heure pour travailler les fruits rouges en une assiette salée. Lucie réalise un tartare algues, salicornes, groseilles, cassis et huîtres, vinaigrette fruits rouges, jus perlé acide, tuile framboise et rose, qu'elle intitule Fruits rouges iodés. Wilfried travaille un leche de tigre framboise, condiment miso-framboise-groseille et citron, couteaux, tuile framboise, huile d'aneth, framboises, framboises à l'azote, qu'il intitule Framboise, couteaux. Enfin, Logan réalise une Salade de fruits rouges, Saint-Jacques, moutarde, en intégrant une vinaigrette framboise-moutarde, carpaccio de Saint-Jacques, fromage blanc, salade de jeunes pousses, framboises et figues crues.
Après dégustation à l'aveugle des quatre chefs, ceux-ci décident de ne pas retenir Salade de fruits rouges, Saint-Jacques, moutarde, réalisée par Logan de la brigade violette, qui est, par conséquent, éliminé,,,,.

### 5eépisode
Cet épisode est diffusé pour la première fois le 16 mars 2022.

#### 1reépreuve: sublimer l'oignon

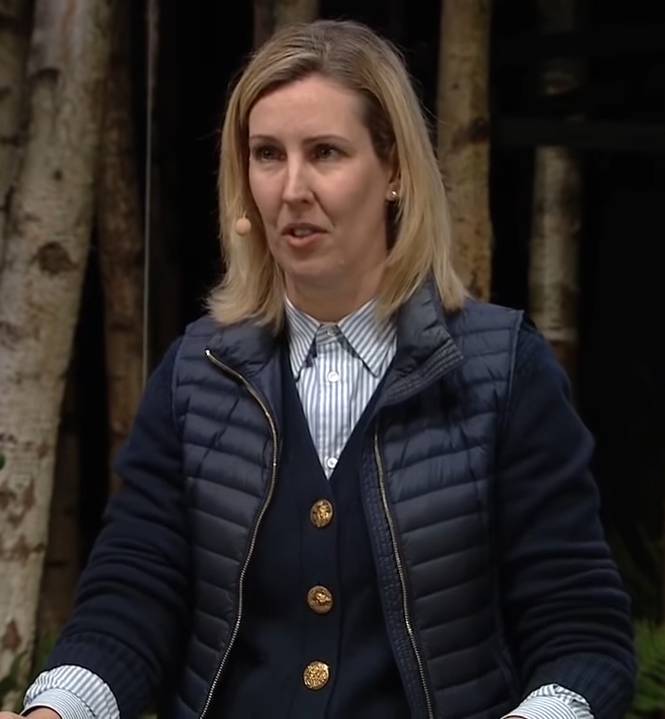
La cheffe britannique Clare Smyth demande aux candidats de sublimer l'oignon.

Cette première épreuve se déroule dans les cuisines de Top Chef. La cheffe britannique Clare Smyth demande aux candidats de sublimer l'oignon. Les brigades au complet s'affrontent et disposent d'une heure trente.
- La brigade rouge réalise une espuma d'oignon-café-miso, gelée d'oignons brûlés, oignon grelot farci, chips d'oignons et intitulent leur assiette Fleur d'oignon.
- La brigade orange réalise une assiette qu'ils intitulent Onion, what else ?, avec un oignon blanc laqué, mousseline de topinambour, huile cébette-ciboulette, croustillants d'oignons.
- La brigade bleue travaille une raviole d'oignons, farce d'oignon, œuf, ketchup d'oignon rouge et jus d'oignons-coquillages, dans une assiette intitulée Onion save the queen.
- La brigade violette intitule aussi son assiette en anglais Great onion, en réalisant une salade d'oignons, anguille, gelée d'oignons, pickles d'oignons rouges, mille-feuille et mousse d'oignons.

À l'issue de la dégustation, la cheffe établit un classement (des derniers aux premiers) : brigade Etchebest, brigade Viel, brigade Darroze, brigade Pairet. Par conséquent, l'ensemble de la brigade bleue participe à la deuxième épreuve. Pour la brigade orange, le chef choisit de qualifier Lucie pour la semaine suivante, Arnaud et Élis participant donc à la deuxième épreuve. Pour la brigade rouge, la cheffe choisit d'envoyer Louise sur l'épreuve suivante, qualifiant ainsi Thibaut et Wilfried. Enfin, la brigade violette est entièrement qualifiée pour la sixième semaine.

#### 2eépreuve: le dessert vivant
Pour cette deuxième épreuve, imaginée et jugée par Dominique Ansel, les candidats, qui s'affrontent individuellement, disposent de deux heures pour réaliser un « dessert vivant », c'est-à-dire un dessert avec une mise en scène surprenante à la dégustation. Les candidats présentent directement leur assiette devant le chef, qui désigne, à l'issue de la dégustation, les trois meilleures assiettes, qualifiant ainsi les candidats les ayant réalisées.
- Louise réalise une assiette, qui doit changer de couleur au moment du service, intitulée Purple rain, dans laquelle elle intègre un crumble graines de coriandre, marmelade de fruits rouges, semifreddo au lait de chèvre infusé avec des fleurs.
- Pascal réalise une purée de courge vanille, courge rôtie au miel, condiment agrumes, glace au café, qu'il intitule Balade d'automne, le tout servi sous une coque de sucre soufflé, qui doit fondre lors du service.
- Mickaël propose une Poire cognac fumée au houblon, avec une poire pochée, caramélisée et mousse mascarpone, celle-ci étant brûlée au moment du service.
- Sébastien propose un croque-monsieur à la poire (cuit et pressé au fer lors du service), cheesecake à la poire et tuile de charbon végétal, qu'il intitule Chesse cake sous le charbon.
- Arnaud propose une Balade en forêt, avec une meringue au cèpes, glace aux cèpes, crémeux chocolat et streusel. Enfin, Élis propose un chocolat chaud, glace au chocolat, fèves de cacao crues et torréfiées, pain perdu imbibé rhum-cannelle, qu'il intitule Le tout cacao.

Après dégustation, le chef décide de qualifier les assiettes de Pascal, Louise et Sébastien. Ces trois candidats sont donc qualifiés pour la semaine suivante, les autres étant directement envoyés en dernière chance.

#### Dernière chance: le bœuf
Pour cette dernière chance, il n'y a pas de sellette. Arnaud, Élis et Mickaël s'affrontent directement et disposent d'une heure pour réaliser une assiette autour du bœuf.
Arnaud travaille une assiette autour d'un tartare de bœuf, bouillon d'os à moelle, tataki de bœuf lustré, qu'il intitule Bœuf Paris Phuket. Élis nomme son plat La côte sublimée par son bouillon de bœuf-légumes, dans lequel il intègre une côte de bœuf au barbecue, bouillon de légumes et viande, garniture courgette carotte aubergine. Enfin, Mickaël réalise un onglet en croûte de pomme de terre, spaghettis de pommes de terre, sauce à l'échalote et carottes glacées, et intitule son assiette Onglet patate échalote.
À l'issue de la dégustation à l'aveugle par les quatre chefs, Mickaël avec son Onglet patate échalote est « coup de cœur », tandis que l'assiette La côte sublimée par son bouillon de bœuf-légumes réalisée par Élis de la brigade orange n'est pas retenue. Par conséquent, ce dernier est éliminé.

### 6eépisode
Cet épisode est diffusé pour la première fois le 23 mars 2022.
Pour cet épisode, les candidats sont répartis en binômes mixés, en ce qu'ils ne font pas partie de la même brigade. Ceux-ci peuvent amasser plus ou moins de points au cours des deux épreuves. Le binôme ayant le moins de points à l'issue de l'épisode devant s'affronter en dernière chance.

#### 1reépreuve:Qui peut battre Philippe Etchebest et Paul Pairet?

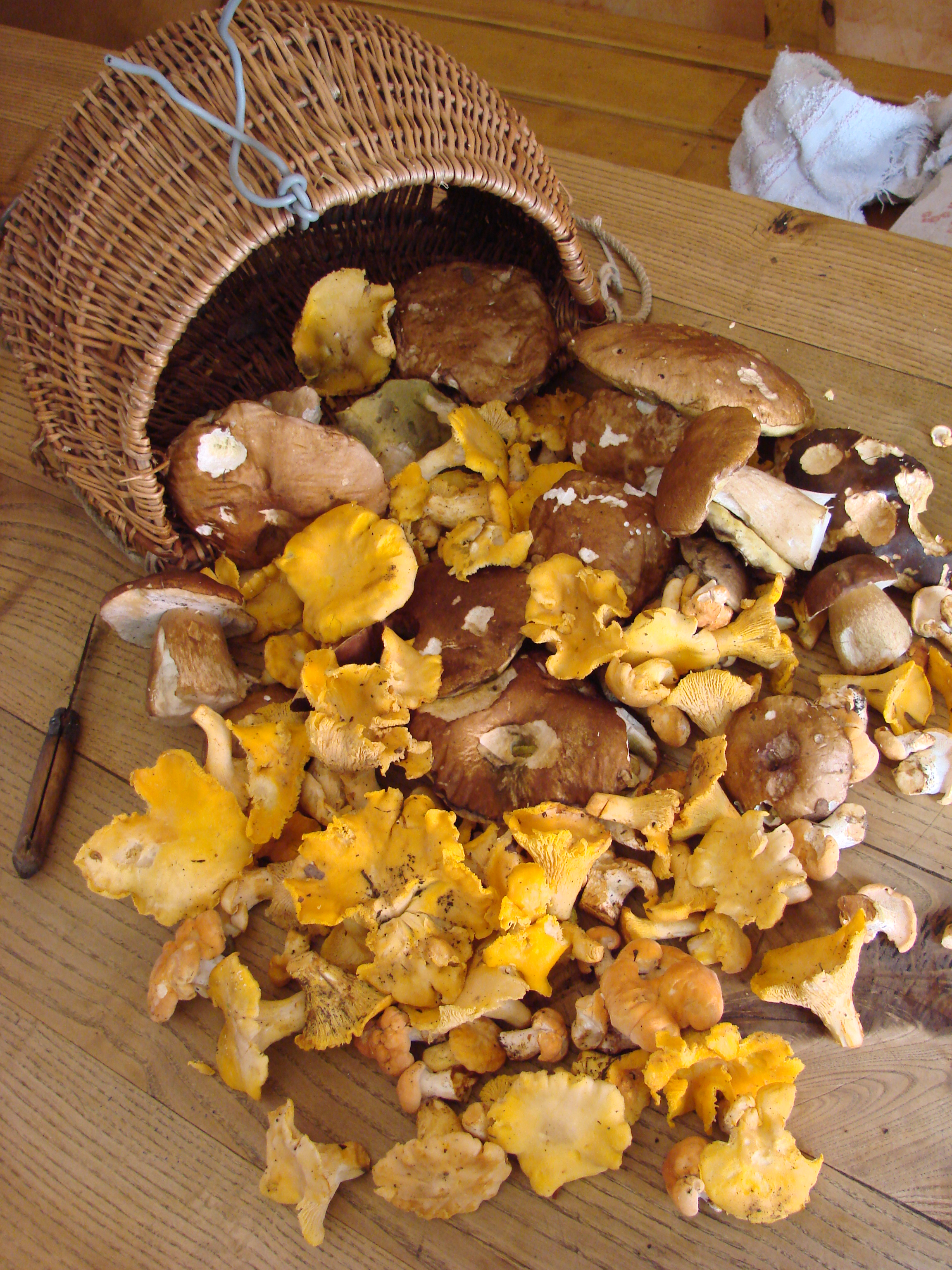
Le thème de cette épreuve du Qui peut battre ? est le champignon (ici, principalement des cèpes et girolles).

Cet épisode s'ouvre avec le retour la mythique épreuve du Qui peut battre ? Comme lors de la saison précédente, ce sont Philippe Etchebest et Paul Pairet qui se confrontent aux autres candidats. Hélène Darroze annonce le thème de l'épreuve à tous : le champignon. Celle-ci est ensuite présente au cours de l'épreuve pour épauler tous les candidats qui sont répartis en binômes mixés. L'ensemble dispose d'une heure et demie pour réaliser leur assiette, la difficulté pour les deux chefs jurés résidant dans le fait qu'ils doivent réaliser non pas une, mais deux assiettes, dans le même temps imparti. À l'issue de l'épreuve, le quatrième juré Glenn Viel déguste à l'aveugle toutes les assiettes et établit un classement.
- Philippe Etchebest et Paul Pairet réalisent :
  - des penne d'infusion de cèpes séchés farcies d'une duxelle de champignons, crémeux de champignon au vin jaune et croûtons à l'ail, qu'ils intitulent T'en veux du champignon ?
  - trémelle cuite dans un sirop sucré, glace de lait ribot, croûtons sautés et cacahuètes caramélisées, qu'ils intitulent Sweet no champignon - Champignon trémelle des neiges.
- Arnaud (brigade orange) et Mickaël (brigade bleue) travaillent Fraîcheur et douceur des cèpes en deux services : un service froid avec une salade légère de cèpes et un service chaud avec une crème de cèpes et cèpes poêlés, œufs cuits au café.
- Sébastien (brigade bleue) et Ambroise (brigade violette) réalisent un oreiller de pâte soufflée farci d'une hollandaise de champignons, cèpes rôtis et bouillon de champignons, qu'ils intitulent L'oreiller des bois.
- Pascal (brigade bleue) et Thibaut (brigade rouge) proposent des tartelettes de cèpes, cèpes rôtis et mousse de cèpes, poêlée de champignons et Lardo di Colonnata, qu'ils intitulent Autour du champignon.
- Lilian (brigade violette) et Louise (brigade rouge) intitulent leur assiette Champignons et saveurs du Japon, dans laquelle ils incluent un bouillon dashi de champignons séchés, jaune d'œuf confit, cèpes grillés, duxelle de champignons de Paris.
- Lucie (brigade orange) et Wilfried (brigade rouge) proposent un raviole d'eau de champignons de Paris gélifiée farcie d'une poêlée de girolles et cèpes, huile de cébette, purée amandes et champignons de Paris, qu'ils intitulent Champignologie.

Après dégustation à l'aveugle, le chef Viel établit le classement suivant, des derniers au premiers : Autour du champignon, Champignologie, L'oreiller des bois, Sweet no champignon - Champignon trémelle des neiges, Champignons et saveurs du Japon, Fraîcheur et douceur des cèpes et T'en veux du champignon ? Personne n'a réussi à battre les deux assiettes des chefs (l'une d'elles se classant première). Ainsi, aucun binôme ne remporte quatre points. Les assiettes de Lilian et Louise et Arnaud et Mickaël arrivent à se classer au-dessus de l'une des deux assiettes, leur permettant d'empocher deux points. Les autres candidats, moins bien classés que les deux assiettes ne remportent aucun point.

#### 2eépreuve: le dessert de la ruche
Pour cette deuxième épreuve, les binômes s'affrontent dans les cuisines de Top Chef. Celle-ci est jugée et imaginée par le chef pâtissier Michaël Bartocetti, qui demande au candidats de créer un dessert issu des produits de la ruche (miel, pollen, etc.). Le classement établi à l'issue de la dégustation permet aux binômes d'amasser un nombre dégressif de points.
- Arnaud et Mickaël travaillent une gaufre au pollen et miel de pommier, glace figue et miel d'eucalyptus, meringue italienne au miel d'eucalyptus, qu'ils intitulent Gaufre d'art.
- Lilian et Louise proposent un pain perdu au miel de rhododendron, glace de lait ribot et miel de jujubier, siphon au miel et marmelade de mûres, qu'ils intitulent Miel aux souvenirs d'enfance.
- Ambroise et Sébastien travaillent une cuillère à miel en trompe-l'œil, avec un crémeux miel, compotée d'agrumes et sablé au pollen, crémeux chèvre et pollen, granita à l'hydromel, qu'ils intitulent L'ourson et sa cuillère.
- Lucie et Wilfried réalisent une glace et gastrique au miel de châtaigner, brunoise de pommes et vinaigre de miel, tuile au miel d'acacia, ganache au chocolat blanc et miel de bruyère, qu'ils intitulent L'influence des abeilles.
- Pascal et Thibaut proposent De la récolte à l'assiette, avec une coque chocolat blanc, insert citron-thym-coriandre et biscuit Joconde imbibé de miel de thym, abeille en noix de cajou et ailes chocolat.

Après dégustation, le chef établit le classement le classement suivant, des premiers aux derniers, leur permettant d'amasser les points correspondant : Miel aux souvenirs d'enfance (8 points), L'influence des abeilles (6 points), De la récolte à l'assiette (4 points), Gaufre d'art (2 points), L'ourson et sa cuillère (0 point).

#### Dernière chance: le saumon
À l'issue des deux épreuves, Louise et Lilian cumulent 10 points, Lucie et Wilfried 6 points, Thibaut et Pascal 4 points, Mickaël et Arnaud 2 points et Sébastien et Ambroise 0 point. Par conséquent, Sébastien de la brigade Etchebest et Ambroise de la brigade Pairet s'affrontent dans cette épreuve de la dernière chance, tous les autres candidats se qualifiant pour la semaine suivante. Le duo dispose d'une heure pour travailler une assiette autour du saumon.
Sébastien travaille Ma version du saumon macédoine, avec un saumon mariné et confit, macédoine de légumes parfumée à la coriandre, salicorne et concombre. Ambroise réalise quant à lui un saumon confit à l'huile parfumée, tarama d'œufs de saumon, salade de fenouils crus, qu'il intitule Saumon anisé.
À l'issue de la dégustation à l'aveugle par les quatre chefs, ceux-ci décident de ne pas retenir Saumon anisé, réalisée par Ambroise, de la brigade violette, qui est par conséquent éliminé,,,,.

### 7eépisode
Cet épisode est diffusé pour la première fois le 30 mars 2022.

#### Unique épreuve:la guerre des restos
Cette semaine, une seule épreuve est organisée, puisque les candidats participent à la traditionnelle guerre des restos. Ceux-ci ont quarante-huit heures pour créer leur propre restaurant à Saint-Maur-des-Fossés. Comme lors de la saison précédente, en plus d'un menu en salle, les candidats doivent réfléchir à un menu à emporter. Les vainqueurs ont la possibilité de voir leur menu distribué pendant quelques jours dans des grandes villes françaises par Uber Eats, mais aussi, et c'est une nouveauté, le restaurant ouvre réellement pendant quelques semaines.

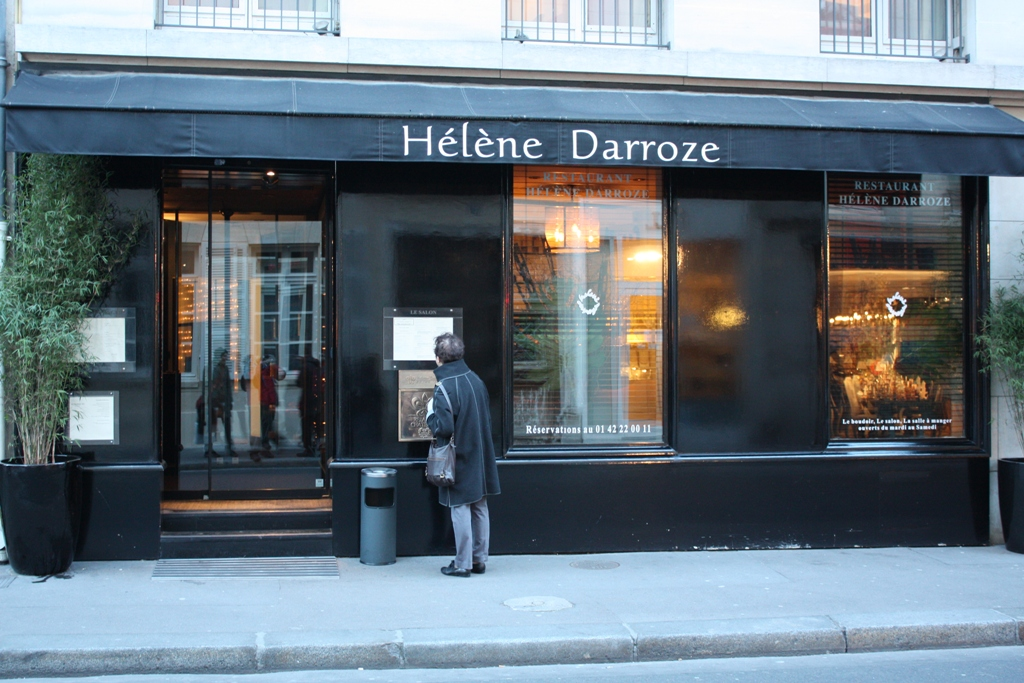
La devanture d'un restaurant (ici, celui d'Hélène Darroze), thème de cette unique épreuve.

Un tirage au sort est effectué, afin que trois trinômes soient composés : Lucie, Louise et Pascal ; Thibaut, Lilian et Sébastien ; Mickaël, Arnaud et Wilfried. L'épreuve débute par la visite des restaurants, en compagnie de Stéphane Rotenberg. Trois établissements sont donc proposés : un restaurant indien, une brasserie et un karaoké. Les candidats se mettent d'accord concernant la répartition des établissements : Lucie, Louise et Pascal choisissent le restaurant indien, Thibaut, Lilian et Sébastien préfèrent la brasserie, Mickaël, Arnaud et Wilfried travaillent dans le restaurant karaoké.
Les candidats réfléchissent ensuite au concept et au menu qu'ils souhaitent proposer. Lucie, Louise et Pascal s'accordent pour Merídiô, un restaurant avec une cuisine de partage. Thibaut, Lilian et Sébastien optent pour L'a.marante, et une cuisine végétale. Enfin, Mickaël, Arnaud et Wilfried se mettent d'accord pour PhiloSaucisse, bistroterie (mélange de bistro et charcuterie).
Lucie, Sébastien et Arnaud se chargent d'acheter la grosse décoration de leurs établissements respectifs, tandis que les autres candidats se chargent du reste des achats. Tous se retrouvent ensuite et entament la transformation des restaurants. Après vingt-quatre heures, ils commencent à cuisiner.
- Lucie, Louise et Pascal, épaulés par Hélène Darroze et Glenn Viel. En entrée : fleur de courgette frite, courgette grillée et en pickles, condiments purée de courgette, tarama de cabillaud et crumble. En plat : gyros de poule faisane et volaille, pain pita, condiments chimichurri, oignons au sumac, crème de haricots et harissa à la rose. En dessert : brochettes de figues au four tandoor, biscuit baklava, labné à la fleur de sel et tartare de figue au combava.
- Thibaut, Lilian et Sébastien, épaulés par Paul Pairet et Philippe Etchebest. En entrée : feuille à feuille de coco et daikon, amarante soufflée, condiment de figues brûlées au piment. En plat : chou rouge rôti façon meunière et coleslaw acidulé. En dessert : carbonara en trompe l'œil de courge spaghetti et glace mangue-passion.
- Mickaël, Arnaud et Wilfried, épaulés par Philippe Etchebest et Glenn Viel. En entrée : saucisse d'agneau et poulpe façon merguez, purée de cerfeuil tubéreux et condiment citron-coriandre. En plat : saucisse végétale au chou vert, aligot, chair à saucisse et jus de viande. En dessert : boudin blanc à la fève tonka, pomme, citron et gel de cidre.

Après deux jours de préparatifs, les restaurants sont prêts à être ouverts. Dans un premier temps, le critique culinaire François-Régis Gaudry a pour mission de sélectionner deux restaurants qui vont effectivement ouvrir, en les jugeant simplement sur leur aspect extérieur et leur menu. Après avoir fait le tour des trois établissements, il décide de retenir Merídiô et PhiloSaucisse. Ainsi, L'a.marante n'ouvre pas.
La dégustation peut ensuite commencer. En restaurant se retrouvent : les chefs de brigade Hélène Darroze, Philippe Etchebest, Michel Sarran et Paul Pairet, ainsi que François-Régis Gaudry et Elvira Masson, accompagnés de quatre autres invités. Onze chroniqueurs culinaires, sont, quant à eux, à leur domicile et testent la version du menu à emporter. À l'issue de la dégustation, tous doivent voter pour le restaurant qu'ils ont préféré.
Finalement, Merídiô obtient six voix et PhiloSaucisse amasse quinze points. Mickaël (brigade bleue), Arnaud (brigade orange) et Wilfried (brigade rouge) remportent donc la guerre des restos cette année.
Voulue comme une émission spéciale avec des enjeux exceptionnels selon la production, il n'y a pas d'épreuve de la dernière chance et aucun candidat n'est éliminé cette semaine.

### 8eépisode
Cet épisode est diffusé pour la première fois le 6 avril 2022.

#### 1reépreuve: la cuisson innovante d'un fruit
Cette épreuve est imaginée et jugée par les chefs catalans Eduard Xatruch et Oriol Castro, ils demandent aux candidats, qui disposent d'une heure et demie, de proposer un fruit cuit d'une manière innovante.
- Sébastien réalise un Sourire de banane, avec un carpaccio de bananes en fines tranches glacées et une banane cuite dans une coque de miel de châtaignier, condiment banane-oseille et vinaigre balsamique blanc, nougatine sésame-nigelle, glace à l'oseille.
- Lucie travaille un avocat cuit en croûte de compost, tuile chocolat-champignon-sarrasin, yaourt grec-crème de coco, sirop d'aiguilles de pin, qu'elle intitule de façon descriptive Avocat cuit en croûte de compost.
- Wilfried travaille une Mangue cuite en croûte de cendre, avec un yaourt grec-ail noir, sauce mangue-miso-moutarde, cacahuètes, huile de piment.
- Mickaël propose un concombre cuit en croûte de sel au genévrier, carpaccio d'agneau, condiment vinaigré et crème mentholée, qu'il intitule Concombre, sel et genévrier.

Après dégustation, le duo de chefs établit un classement (du premier au dernier) : Avocat cuit en croûte de compost (coup de cœur) ; Concombre, sel et genévrier ; Sourire de banane ; Mangue cuite en croûte de cendre. Ainsi, Wilfried est directement envoyé en dernière chance, les trois autres étant qualifiés pour la semaine suivante.

#### 2eépreuve: une meringue salée

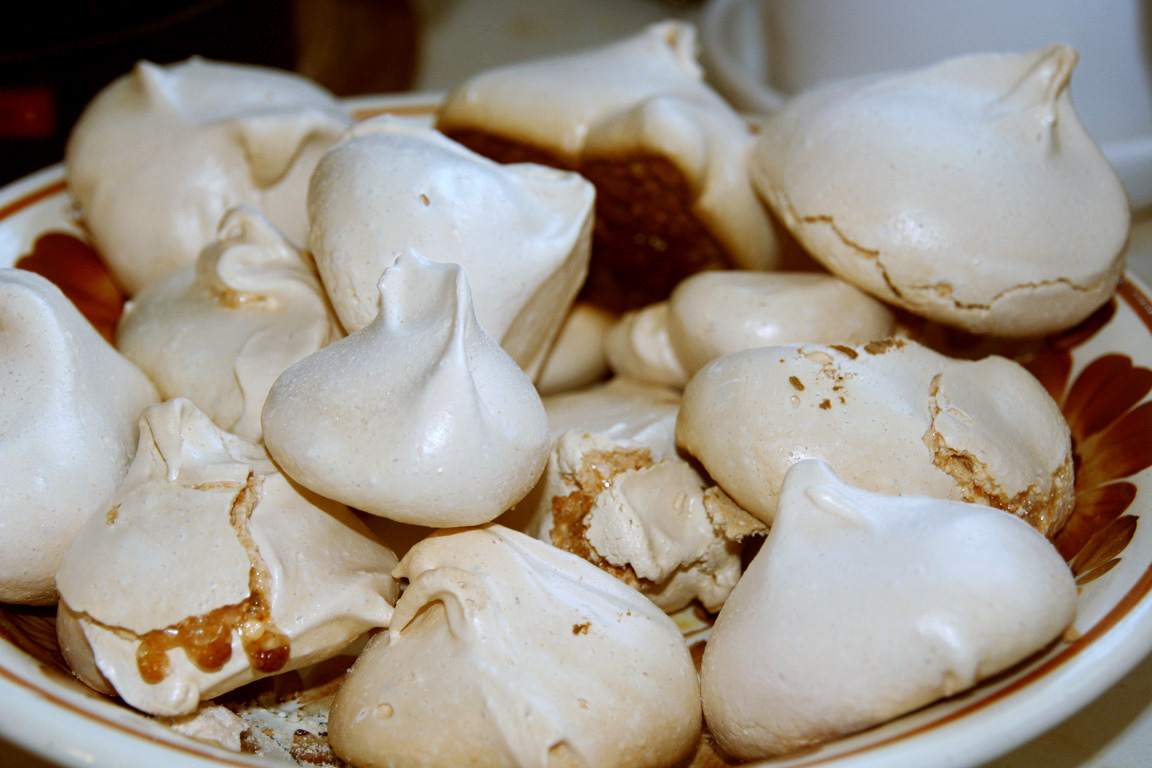
La meringue (ici dans sa version classique) est au centre de cette deuxième épreuve, les candidats devant la travailler en version salée.

Cette épreuve est jugée et imaginée par le chef Pierre Gagnaire qui épaule les candidats tout au long de l'épreuve. Il leur demande, en une heure et demie, de réaliser une meringue en version salée.
- Thibaut travaille une meringue cacao-champignon, guimauve, sauté de champignons, condiment main de Bouddha-ail noir, poudre de champignons, qu'il intitule Ça croque, champignons-cacao.
- Arnaud réalise une meringue aux oignons, bouillon d'oignons, meringue au thym, oignons confits, compotée d'oignons rouges, qu'il intitule Croustillance d'oignons.
- Pascal propose une meringue aux algues sèches, filet de saumon mariné et snacké, purée et salade de fenouil, oignons nouveaux grillés, qu'il intitule Saumon d'Asie, fraîcheur d'herbes et meringue iodée.
- Louise intitule son plat Taco de maïs et de poisson, et y intègre une meringue de maïs façon tortilla, tataki de thon, algues nori et sésame, radis red meat, gel de ponzu, condiment wasabi.
- Lilian travaille une meringue givrée à l'eau de riz, langoustines laquées au soja et agrumes, tuiles de riz, qu'il intitule Dans l'esprit d'un sushi de langoustine.

Après dégustation, le chef établit un classement (du premier au dernier) : Thibaut (coup de cœur), Pascal, Arnaud, Lilian et Louise. Cette dernière est donc directement envoyée en dernière chance, les quatre autres étant qualifiés pour la semaine suivante.

#### Dernière chance: le blanc de dinde (en une seule bouchée)
Pour cette dernière chance, Wilfried et Louise s'affrontent. Ils ne disposent que de quarante-cinq minutes pour travailler le blanc de dinde, en une seule bouchée. Celle-ci sera dégustée à l'aveugle, uniquement par la cheffe Hélène Darroze.
Louise réalise la bouchée no 1, avec un tartare de dinde citron et lard, sauce César anguille fumée, citron brûlé, croûtons, feuille d'huître, voile de jambon de dinde. Wilfried réalise la bouchée no 2 et y intègre une farce fine coriandre-curry, sauce coco-coriandre-menthe-curry, jus de viande, julienne de mange-tout, champignons pickles.
Cette épreuve est l'occasion de rééquilibrer les brigades. Philippe Etchebest doit choisir un candidat dont il souhaite se séparer, pour intégrer la brigade de Paul Pairet. Il choisit Sébastien. Après dégustation à l'aveugle, la cheffe décide de ne pas retenir la bouchée no 2, Wilfried, de la brigade rouge, est donc éliminé,. Louise réintègre sa brigade, de sorte que toutes comptent désormais deux candidats.

### 9eépisode
Cet épisode est diffusé pour la première fois le 13 avril 2022.
Stéphane Rotenberg commence par annoncer que Lilian (de la brigade violette) décide d'abandonner le concours. Il est par conséquent remplacé par le dernier éliminé, à savoir Wilfried,,.

#### 1reépreuve: les abats
Cette première épreuve est imaginée et jugée par Adrien Cachot, finaliste de la onzième saison de Top Chef. Il demande aux candidats, qui disposent d'une heure et demie, de cuisiner les abats. Les brigades au complet s'affrontent et tirent au sort l'abat qu'ils doivent cuisiner.
- La brigade Darroze cuisine la langue de porc : terre mer de langue de porc, sauce ravigote, bouillon d'algues à l'ail, qu'ils intitulent French Kiss.
- La brigade Pairet cuisine le bonnet de veau : trompe-l'œil de spaghetti, salade d'agrumes, nougatine aux graines, mousse de coco, qu'ils intitulent Carbo' sucrées.
- La brigade Etchebest travaille le cœur de bœuf : cuisson à basse température, chou-fleur rôti, béarnaise à l'encre de seiche, qu'ils intitulent Cœur à cœur.
- La brigade Viel cuisine le foie de veau : tranche de foie snackées, ravioles de pak-choï, condiment gingembre-pomme-échalote, câpres frites, qu'ils intitulent Bonbons acidulés.

Ces quatre assiettes sont préalablement dégustées à l'aveugle par quatre trios de téléspectateurs, qui n'aiment pas les abats. Ils ne savent pas ce qui leur est présenté et doivent indiquer s'ils aiment, ou non, le plat. Seules les assiettes appréciées sont dégustées par Adrien Cachot. À l'issue de cette pré-sélection, toutes les assiettes sont qualifiées.
Le chef déguste donc à l'aveugle les quatre assiettes et, finalement, il sélectionne Cœur à cœur, qualifiant ainsi Mickaël et Pascal de la brigade bleue pour la semaine suivante. Les autres candidats participent à la prochaine épreuve.

#### 2eépreuve: sublimer le pain rassis

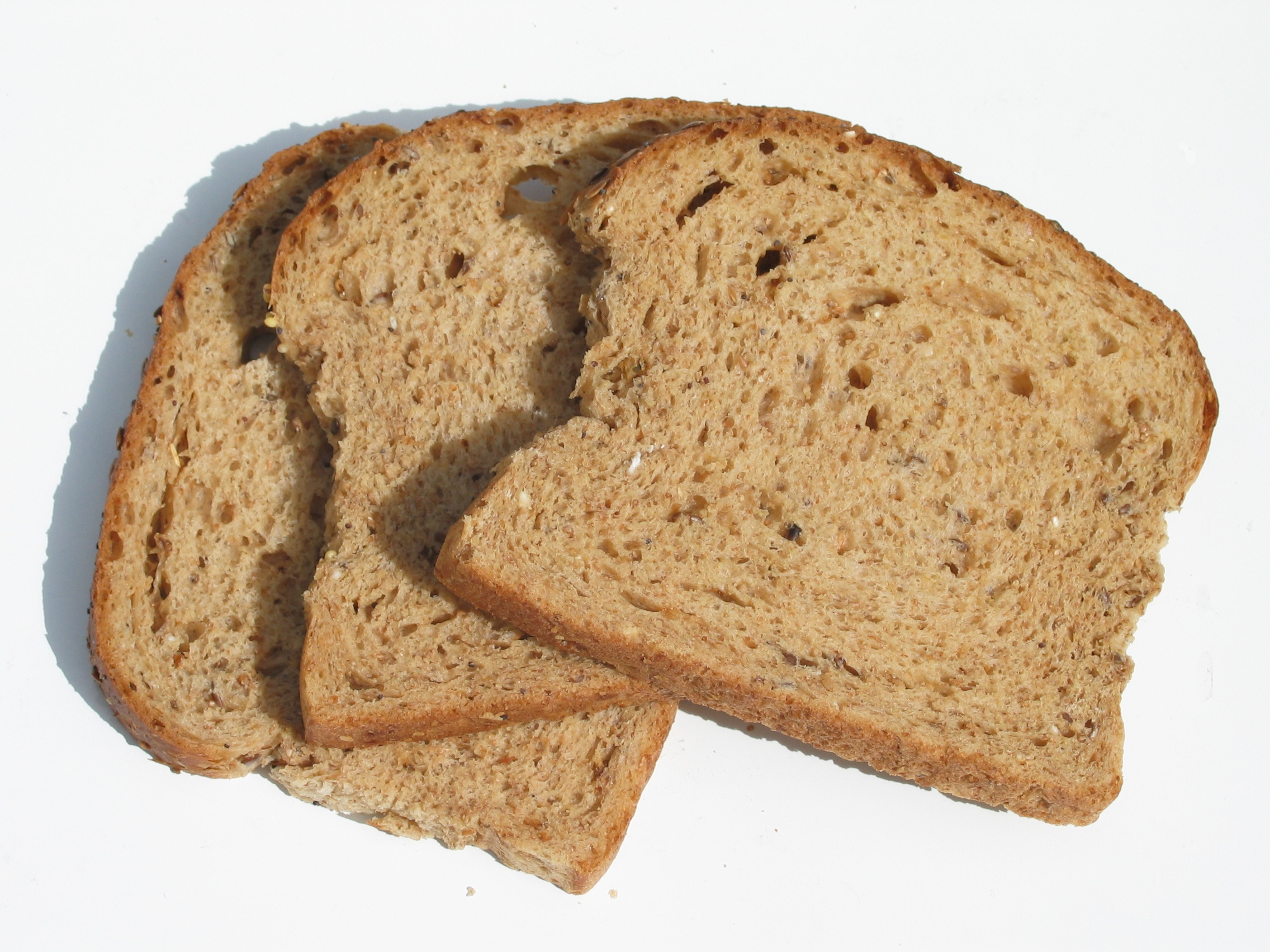
Le pain rassis est au centre de cette deuxième épreuve.

Cette épreuve se déroule dans les cuisines de Top Chef. Elle est imaginée par le chef italien triplement étoilé Massimo Bottura, qui juge cette épreuve en compagnie de Gwendal Poullennec, directeur international du Guide Michelin. Les candidats s'affrontent individuellement et disposent d'une heure et demie pour sublimer le pain rassis, dans une version sucrée ou salée.
- Wilfried réalise une côte de pain, pain de campagne cuit comme une côte de bœuf, jus de viande et crémeux de pain.
- Louise propose des tortellinis farcis à la crème de levure boulangère, jus de céleri, pain imbibé, bouillon au lard, fromage et pain, qu'elle intitule en italien La Vita È Bella.
- Lucie travaille un pudding, pain infusé au lait et à la crème, confiture de lait, qu'elle intitule Le bol du soir de Gaspard.
- Sébastien réalise une gaufre de pain, infusion de lait au pain, poêlée de champignons, yaourt de pain, jus de volaille infusé au pain, qu'il intitule Gaufre perdue en foret.
- Thibaut travaille un pain brioché rôti au beurre, jus de pain et pomme de pin, crème de pain réduit, pommes crues et cuits, lard Cononnata et l'intitule Pomme de pain, jus corsé.
- Arnaud propose La deuxième vie du pain rassis avec une soupe de parmesan et pain rassis, bouillon de champignons, croûtons, ciboulette, vinaigre balsamique réduit.

Après dégustation à l'aveugle, le chef Bottura et Gwendal Poullennec sélectionnent les assiettes : La deuxième vie du pain rassis et Le bol du soir de Gaspard, réalisées respectivement par Arnaud et Lucie (brigade orange), qui se qualifient ainsi pour la semaine suivante. Tous les autres candidats sont envoyés sur la sellette.

#### Dernière chance: la courgette
Les candidats de la brigade de Philippe Etchebest et Glenn Viel ont tous déjà été qualifiés. Les autres jurés doivent choisir le candidat qu'ils envoient en dernière chance. La cheffe Darroze choisit Thibaut et le chef Pairet choisit Sébastien, qualifiant ainsi Louise et Wilfried.
Pour cette dernière chance, le duo dispose d'une heure pour travailler la courgette. Sébastien réalise un cannelloni de courgettes grillées et farce de courgette et huître au fromage blanc, anis et aneth, qu'il intitule Cannelloni de courgettes et crème anisée. Thibaut propose un caviar de courgette au curry, voile de jus de courgettes-coriandre, chantilly au lard fumé, jus de courgettes au lard et oignons, qu'il intitule Nénuphar de courgettes.
Après dégustation à l'aveugle par les chefs Pairet, Viel et Etchebest (la cheffe Darroze étant absente pour raisons personnelles), ceux-ci décident de ne pas retenir Nénuphar de courgettes, réalisée par Thibaut, de la brigade rouge, qui est par conséquent éliminé.

### 10eépisode
Cet épisode est diffusé pour la première fois le 21 avril 2022.
Au cours de cet épisode, Hélène Darroze ne peut être présente et confie sa brigade au chef Pascal Barbot. Cette semaine marque aussi le « retour des éliminés », Lilian et Thibaut (respectivement abandon et élimination lors de l'épisode précédent) ayant ainsi la possibilité de réintégrer le concours.

#### 1reépreuve: la pomme de terre (retour des éliminés)

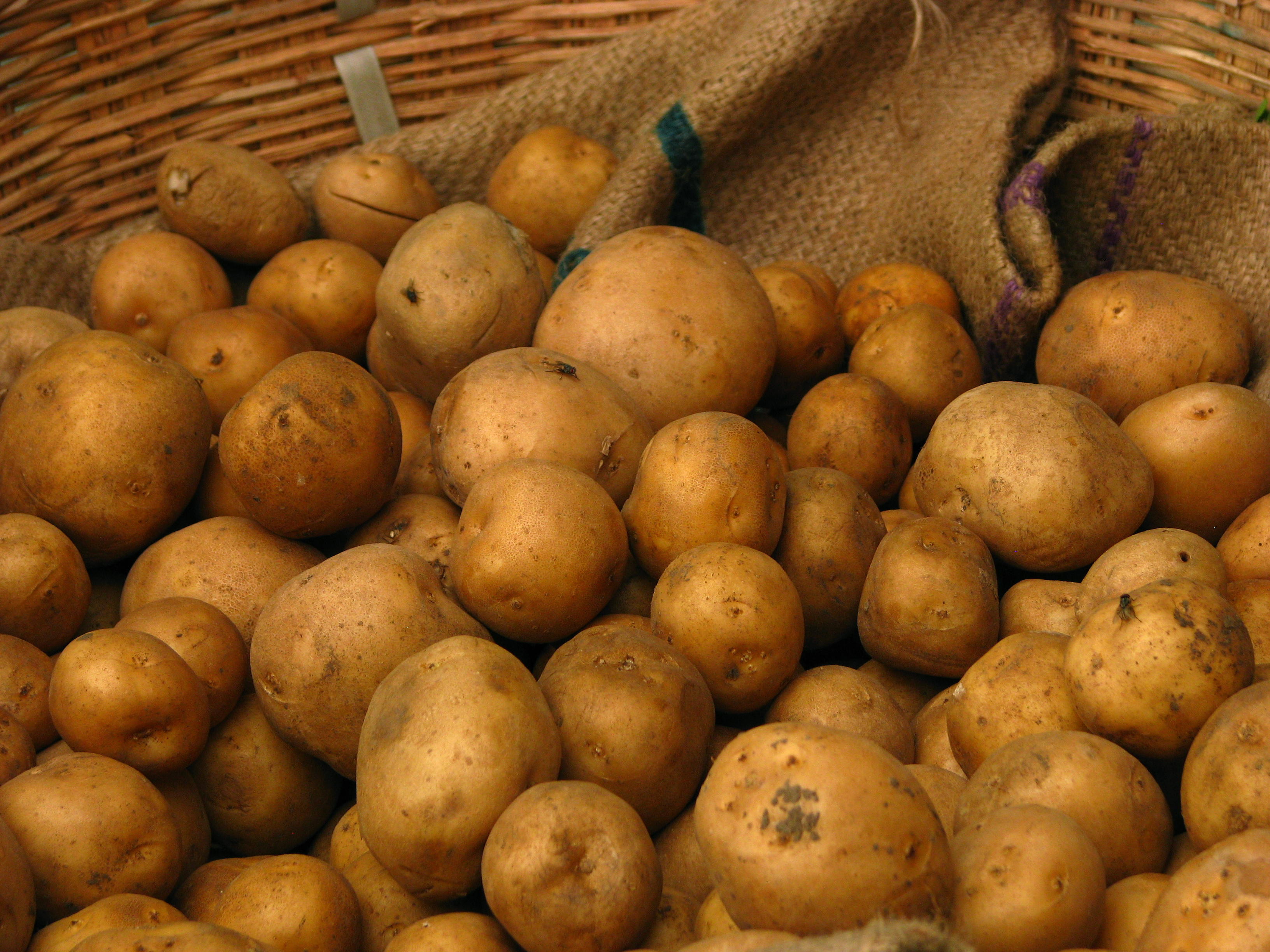
La pomme de terre est le thème de cette première épreuve.

Cette épreuve se déroule dans les cuisines de Top Chef. Elle est imaginée et jugée par le chef britannique Heston Blumenthal. Il demande aux candidats, qui disposent de deux heures, de sublimer la pomme de terre, après leur avoir fait déguster ses frites parfaites (en triple cuisson).
- Pascal et Mickaël (brigade bleue) réalisent des frites écrasées aux herbes et échalotes, brochette de pomme de terre au beurre, soupe de pommes de terre et huile de poireaux, et l'intitulent La frite pour mon enfant.
- Louise (brigade rouge) travaille une Pomme de mer, avec pomme de terre hasselback aux algues, praliné de peau, haddock, condiment œufs de poisson, algues et herbes, laitue de mer, chips.
- Lilian cuisine un velouté de pomme de terre-poireaux en sphères, huile à l'aneth, chips vinaigrées, grenailles au barbecue, anguille fumée, qu'il intitule Souvenir d'un velours de pomme de terre.
- Arnaud et Lucie (brigade orange) proposent un tartare de bœuf version belge, purée de pomme de terre, jus de viande, pommes pailles, cresson frais, qu'ils intitulent La patate mais pas que…
- Thibaut réalise un écrasé de pomme de terre au gras de canard et aux herbes, brunoise de pomme de terre, pommes soufflées, bouillon de champignon-coppa, qu'il intitule Une enfance dans le sud-ouest.
- Sébastien et Wilfried (brigade violette) travaillent une pomme de terre amandine cuite dans un jus de coque, tartare d'herbes, coques, tuiles, siphon de pomme de terre grillées, et l'intitulent Pomme de terres et coques, Tribute to Patrick.

Après dégustation à l'aveugle par le chef, celui-ci sélectionne : Souvenir d'un velours de pomme de terre, réalisée par Lilian, qui décide de réintégrer le concours dans sa brigade originelle (violette) ; puis La frite pour mon enfant, réalisée par Pascal et Mickaël, qui réintègrent leur brigade originelle (bleue). Tous les autres candidats participent à l'épreuve suivante.

#### 2eépreuve: les agrumes (retour des éliminés)
Pour cette deuxième épreuve, Stéphane Rotenberg demande aux candidats de rendre leurs manchettes de couleur : ils ne font plus partie d'aucune brigade. Il explique ensuite que cette épreuve est éliminatoire, puisqu'il n'y a pas de dernière chance cette semaine. Les candidats sont épaulés dans les cuisines par le chef Gilles Goujon et disposent d'une heure et demie pour réaliser une assiette autour des agrumes, dans une version salée ou sucrée.
- Wilfried propose Pomelo, citron vert, romanesco, avec une salade de pomelos, menthe, coriandre, crémeux chou romanesco et avocat, praliné noix de pécan, sorbet citron vert.
- Louise réalise un crémeux citron vert-piment séché, biscuit Amaretti à la pistache et fleur d'oranger, gel de liqueur de gentiane aux zestes de cédrat, qu'elle intitule Sanguine et piquante.
- Arnaud travaille un crémeux citron jaune et vanille, biscuit sablé bergamote, suprêmes d'agrumes brûlés, meringue française, qu'il intitule Sentiment d'agrumes.
- Thibaut cuisine une purée d'oranges et citrons, tranches d'orange confites dans un sirop, poisson confit et laquage d'agrumes, crème glacée au citron, qu'il intitule Les agrumes et leur poisson.
- Sébastien propose une Salade de pamplemousse en gelée, crème mascarpone au piment, nougatine sésame, zestes de pamplemousses et citrons confits.
- Lucie travaille des huîtres cuites dans un pamplemousse, pâte de crevettes, purée de céleri au cédrat, sauce oranges et clémentines, pamplemousse brûlé, qu'elle intitule Agrumes iodés.

La dégustation se déroule en deux étapes. Tout d'abord, Philippe Etchebest ayant sa brigade au complet, ce sont seulement les chefs Paul Pairet, Glenn Viel et Pascal Barbot qui dégustent à l'aveugle les assiettes des candidats, et sélectionnent leur préférée. Le chef Barbot choisit Sanguine et piquante, réalisée par Louise, qui réintègre la brigade rouge. Les chefs Pairet et Viel choisissent tous deux Pomelo, citron vert, romanesco, réalisée par Wilfried, qui choisit de réintégrer la brigade violette. Le chef Viel effectue donc un nouveau choix : Salade de pamplemousse, réalisée par Sébastien, qui intègre donc la brigade orange.
Ensuite, le chef Goujon déguste les assiettes des trois candidats restants. Il sélectionne en premier Sentiment d'agrumes, réalisée par Arnaud, qui choisit de réintégrer la brigade orange ; puis Les agrumes et leur poisson, réalisée par Thibaut, qui réintègre le concours en tant que candidat solitaire. Lucie, seule candidate non sélectionnée, est donc éliminée,,,,.

### 11eépisode
Cet épisode est diffusé pour la première fois le 27 avril 2022.
Comme la semaine dernière, Hélène Darroze, absente pour les deux premières épreuves, confie sa brigade au chef Pascal Barbot.

#### 1reépreuve: laboîte noire
Cette première épreuve est l'occasion de fêter les dix ans de la traditionnelle épreuve de la boîte noire. Les candidats, répartis en deux équipes, doivent reproduire un dessert – une première pour cette épreuve – réalisé par le chef pâtissier Sébastien Vauxion, composé d'une crème pâtissière aux herbes, un financier à la roquette, un sorbet citron et vinaigre balsamique blanc et une meringue au céleri. L'identité du chef ne leur est pas dévoilée jusqu'à la dégustation.
Louise et Arnaud composent une première équipe et sont épaulés par Pascal Barbot et Glenn Viel. Mickaël et Lilian composent la deuxième équipe et sont épaulés par Philippe Etchebest et Paul Pairet.
L'épreuve débute et les duos de candidats sont les premiers à entrer dans la boîte noire. Ils en ressortent et rapportent à leur équipe ce qu'ils pensent avoir dégusté. Par la suite, ce sont les tandems de chefs qui ont l'occasion de déguster à leur tour et peuvent réajuster la recette. En fin d'épreuve, Arnaud et Mickaël ont la possibilité de voir le plat à la lumière pendant quelques secondes, afin que le visuel puisse être au mieux reproduit.
Le chef Vauxion déguste alors les deux réalisations, et trouve que celle de l'équipe de Louise et Arnaud ressemble le plus à son assiette. Ces deux candidats sont donc qualifiés pour la semaine suivante.

##### 2eépreuve: la raviole

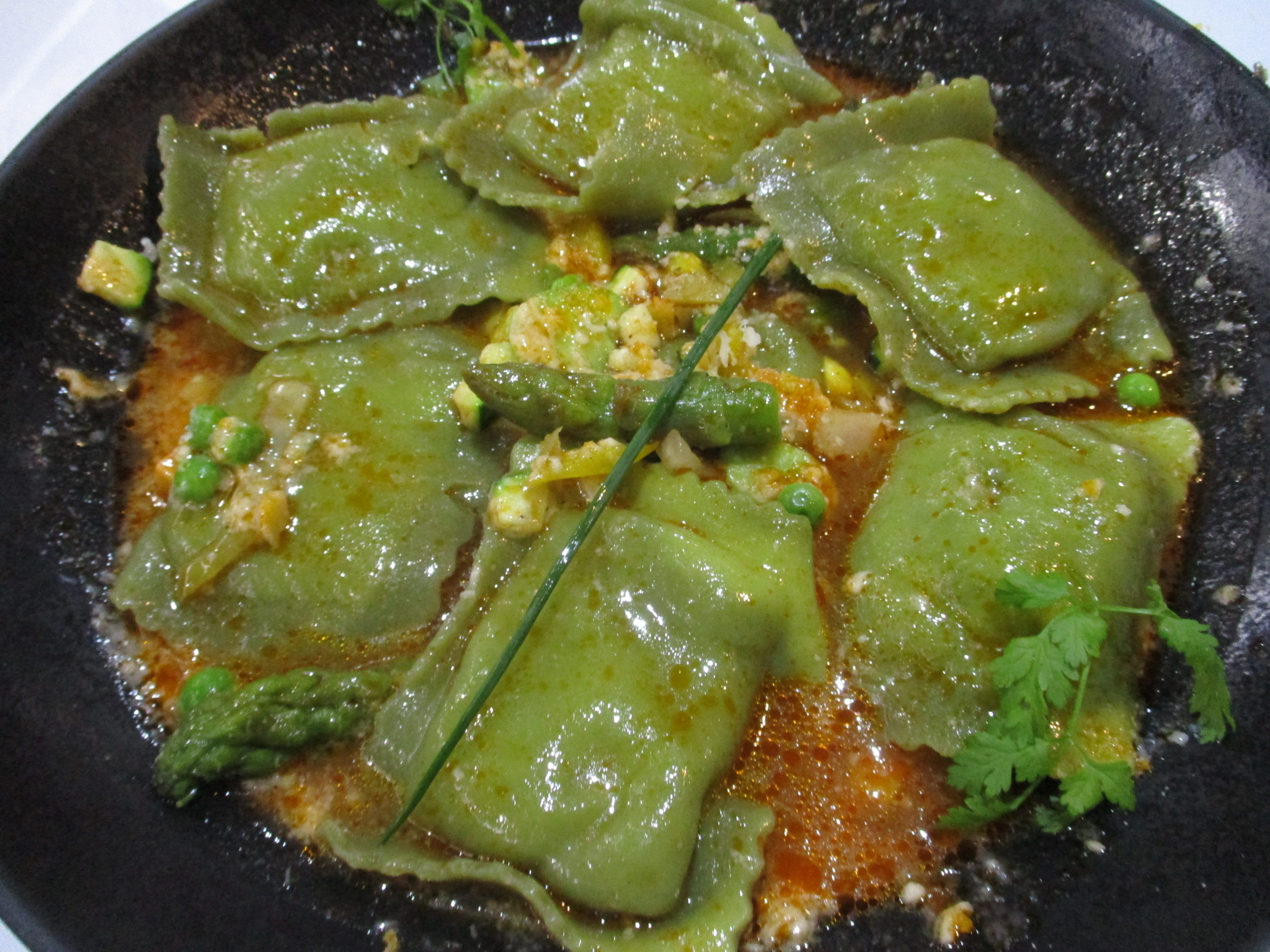
La raviole est au centre de cette deuxième épreuve.

Pour cette épreuve, le chef Philippe Etchebest accueille Sébastien, Pascal, Wilfried et Thibaut dans son restaurant Maison Nouvelle, qui vient d'ouvrir ses portes à Bordeaux et a obtenu une première étoile au Guide Michelin. Il leur fait déguster une raviole foie gras et champignon.
Ensuite, le quatuor se retrouve dans les cuisines de Top Chef et dispose de deux heures pour réaliser une raviole (ouverte ou fermée), ainsi que sa farce. Le chef Etchebest étant juge de cette épreuve, Pascal est exceptionnellement épaulé par le chef triplement étoilé Emmanuel Renaut.
- Sébastien réalise une raviole tricolore avec une farce de foie gras, endive, échalote, oignon, huître, mousse de céleri et jus de volaille, qu'il intitule Canard en mer.
- Pascal travaille une raviole double avec une farce de chèvre-curry-herbes, farce de paleron confit, crème de parmesan, jus de volaille, qu'il intitule La raviole en veux-tu, en voilà !
- Wilfried propose une Mouliole, raviole bicolore et farce de moules, artichaut et citron, sauce jus de moules et verveine.
- Thibaut réalise une pâte à raviole aux épinards, farce cerfeuil, citron et câpre, crème d'herbes, crème glacée à l'huile d'olive, gel de coriandre, qu'il intitule Herbacé n'est pas tromper.

Le chef Etchebest déguste à l'aveugle les quatre assiettes et choisit de qualifier Canard en mer, puis Mouliole, respectivement réalisées par Sébastien (brigade orange) et Wilfried (brigade violette).

#### Dernière chance: le maquereau
Pour cette dernière chance, seul le chef Etchebest doit faire un choix et décide d'envoyer Pascal, qualifiant ainsi Mickaël. Lilian et Thibaut participent directement à cette épreuve. Le trio dispose d'une heure pour réaliser une assiette autour du maquereau.
Thibaut réalise un maquereau mariné cuit à la flamme, garniture façon escabèche et jus vinaigré, qu'il intitule de façon descriptive Maquereau escabèche. Pascal propose un Maquereau meurette, soit un maquereau cuit à la poêle, sauce meurette au vin rouge, garniture échalotes, persil, ciboulette et amandes. Enfin, Lilian travaille un maquereau cuit au sel et par une émulsion lactée, garniture pomme de terre tandoori, concombre et menthe, qu'il intitule Maquereau légèrement fumé, pomme de terre et émulsion lactée.
Après dégustation à l'aveugle par les cinq chefs (la cheffe Darroze faisant son retour lors de la dégustation), ceux-ci ont un coup de cœur pour l'assiette réalisée par Lilian et décident de ne pas retenir Maquereau escabèche, réalisée par Thibaut, candidat solitaire, qui est par conséquent éliminé,.

### 12eépisode
Cet épisode est diffusé pour la première fois le 4 mai 2022.
Cette semaine, un candidat de chaque brigade participe à une épreuve différente (excepté Louise, seule de la brigade rouge, qui participe aux deux épreuves) et amasse des points pour sa brigade. À l'issue des deux épreuves, les brigades ayant récolté le moins de points sont envoyés sur la sellette.

#### 1reépreuve: la dégustation surprenante
Cette épreuve se déroule dans les cuisines de Top Chef. Elle est imaginée et jugée par le chef américain Mike Bagale, qui commence par montrer aux candidats une préparation de ballon comestible à la pomme. Ceux-ci disposent de deux heures pour faire vivre au chef une expérience culinaire, une dégustation unique qui devra le surprendre.
- Pascal (brigade bleue) décide de lui faire « manger l'impossible », en travaillant une pâte de piment habanero – l'un des piments les plus forts du monde –, gelée citron-gingembre, crémeux persil-estragon, praliné noix de cajou, glace citron-rhum, qu'il intitule La boule de l'extrême.
- Louise (brigade rouge) choisit de lui faire « manger le décor, comme dans le film Charlie et la Chocolaterie », en proposant une farce fine de poulet et oxalis-shiso vert-aneth-pousse de moutarde (pour la nappe), un dashi de betteraves et cèpes (pour le vin) et des capucines au wasabi et riz soufflé (pour les fleurs), qu'elle intitule À table !
- Wilfried (brigade violette) lui propose un « tour du monde en cinq bouchées » : curry au poulet (Inde) ; tom kha au lait de coco et citronnelle (Thaïlande) ; tajine d'agneau, dattes, abricots, ras el-hanout, menthe (Maroc) ; leche de tigre de daurade, citron, coriandre, piment, pisco (Pérou) ; camembert et vin rouge (France) ; le tout inséré dans une pâte à pizza soufflée noire, de sorte que le chef ne puisse différencier les bouchées, qu'il intitule Chérie, fais tes valises !
- Arnaud (brigade orange) travaille une revisite « des moules-frites en teq paf », avec une poudre de chips (pour le sel), un jus de moules marinières (pour le shot) et une moule farcie à la mayonnaise-citron confit-zestes (pour le citron), qu'il intitule Moules boum-boum.

Après dégustation, le chef établit le classement suivant (du premier au dernier) : La boule de l'extrême, À table !, Chérie, fais tes valises ! et Moules boum-boum. Ainsi, les brigades bleue, rouge, violette et orange obtiennent respectivement 3, 2, 1 et 0 points.

#### 2eépreuve: le légume au centre de l'assiette
Cette deuxième épreuve est proposée et jugée par la cheffe Anne-Sophie Pic, qui épaule les candidats au cours de l'épreuve. Elle leur demande, en une heure et demie, de travailler un seul légume (et toutes ses différentes variétés), sans protéine animale, et une boisson accompagnant cette assiette.
- Mickaël (brigade bleue) doit travailler la carotte. Il propose un vin de carotte, purée de carotte et ses fanes, carotte rôtie et pollen, pickles carotte-graines de moutarde, qu'il intitule La carotte, pourquoi pas moi ?
- Louise (brigade rouge) doit travailler l'endive. Elle réalise une tarte noisette-sarrasin, crémeux chicon, endives crues vinaigrette, noisettes caramélisées, infusion café-verveine-citron, qu'elle intitule Tarte aux chicons et infusion chicorée.
- Lilian (brigade violette) doit travailler la betterave. Il cuisine la betterave cuite, fumée et grillée, en gaspacho, en pickles, en chips, boisson betterave chioggia-feuilles de citronnier, qu'il intitule La betterave plurielle.
- Sébastien (brigade orange) doit travailler le haricot. Il propose une salade de haricots secs, vinaigrette rose séchée-citron-gingembre, purée de haricots verts, cappuccino de haricots noirs, qu'il intitule Coco haricot acidulé.

Après dégustation, la cheffe établit le classement suivant (du premier au dernier) : Tarte aux chicons et infusion chicorée, La betterave plurielle, Coco haricot acidulé et La carotte, pourquoi pas moi ? Ainsi, les brigades rouge, violette, orange et bleue obtiennent respectivement 3, 2, 1 et 0 points.
Au vu des deux épreuves, la brigade rouge cumule 5 points, ce qui permet à Louise de se qualifier pour la semaine suivante. Les brigades violette et bleue terminent ex-aequo avec 3 points et la brigade orange cumule 1 point. Celles-ci sont donc toutes envoyées sur la sellette.

#### Dernière chance: le magret de canard

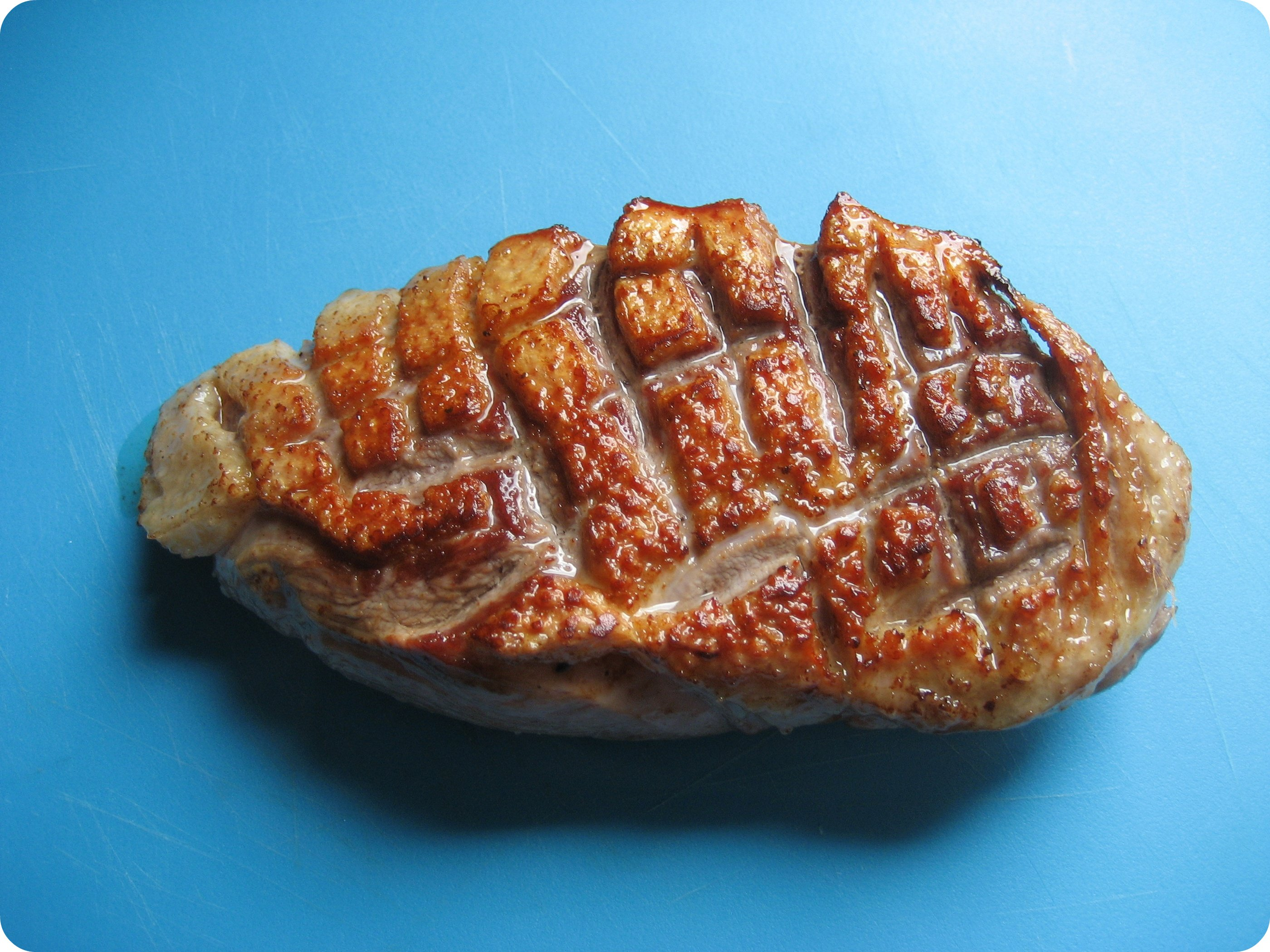
Le magret de canard, produit imposé lors de cette épreuve de la dernière chance.

Pour cette dernière chance, les chefs Pairet, Viel et Etchebest choisissent d'envoyer le candidat qui a marqué le moins de points lors des deux épreuves précédentes. Ainsi, ce sont Wilfried, Arnaud et Mickaël qui s'affrontent. Ils disposent d'une heure pour réaliser une assiette autour du magret de canard.
Wilfried propose des Boulettes de canard, salade thaï, avec boulettes de magret de canard, salade thaï, riz noir soufflé, crème d'ail. Arnaud cuisine un magret de canard poêlé, peau grillée, kumquats, mizuna, crème de pignons de pin, champignons, cébette, vinaigrette sauce soja, qu'il intitule Mon petit canard. Mickaël propose un magret cuit sur peau, purée de topinambour au haddock, sauce au porto, pickles de champignons, figues rôties, cresson, qu'il intitule Magret entre la mer et le sucre.
Après dégustation à l'aveugle par les quatre chefs, ceux-ci sélectionnent d'abord l'assiette réalisée par Mickaël et décident de ne pas retenir Boulettes de canard, salade thaï, réalisée par Wilfried, de la brigade violette, qui est par conséquent éliminé,,.

### 13eépisode
Cet épisode est diffusé pour la première fois le 11 mai 2022.
Il est dédié à Antoine Alléno, chef cuisinier de 24 ans, mort après avoir été percuté par une voiture quelques jours plus tôt, fils du chef Yannick Alléno, régulièrement invité dans l'émission,.

#### 1reépreuve: dénoncer ou défendre une cause en un plat
Cette épreuve est proposée et jugée par le chef danois doublement étoilé Rasmus Munk. Il demande aux candidats, qui s'affrontent en individuel, de réaliser un plat qui dénonce ou défend une cause. Ils disposent pour cela de deux heures.
- Mickaël (brigade bleue) souhaite dénoncer l'élevage intensif en proposant du cochon cru en ceviche, huile de sésame et piment d'Espelette, glace au porc-parmesan-roquette et crème, qu'il intitule Mon cochon bien élevé.
- Arnaud (brigade orange) veut défendre le don de sang en proposant un entremets mousse au chocolat, insert panna cotta rose et café, coulis de framboise et vinaigre balsamique, et l'intitule Don du sang, don de soi.
- Lilian (brigade violette) choisit de dénoncer le tabagisme en travaillant des huîtres pochées et glacées au charbon végétal, croûtons de pain, poireaux confits, cendre à la noisette, et l'intitule Fumer tue !
- Sébastien (brigade orange) souhaite dénoncer le harcèlement scolaire en réalisant un croustillant, entremets de mousse au chocolat, betterave rouge et cassis et l'intitule Plus jamais le silence.
- Pascal (brigade bleue), intitule son plat La connerie humaine et choisit le sujet des feux de forêt, proposant une penne farcie de purée de carottes, topinambour farci, toast d'os à moelle, morille farcie, champignons, volaille.
- Louise (brigade rouge) veut dénoncer La famine en travaillant de la terre comestible, avec du pain, noisettes et crosnes, riz soufflé, criquets, extraction d'arôme de terre, ainsi qu'une émeraude comestible, avec une crème brûlée à la vanille de Madagascar, chocolat, beurre de cacao.

Après dégustation, le chef choisit de qualifier les assiettes Mon cochon bien élevé puis Don de sang, don de soi, réalisées respectivement par Mickaël et Arnaud qui se qualifient donc pour la semaine suivante. Il distingue aussi Plus jamais le silence, sans toutefois la qualifier. Sébastien et les autres candidats participent donc à l'épreuve suivante.

#### 2eépreuve: les coquillages

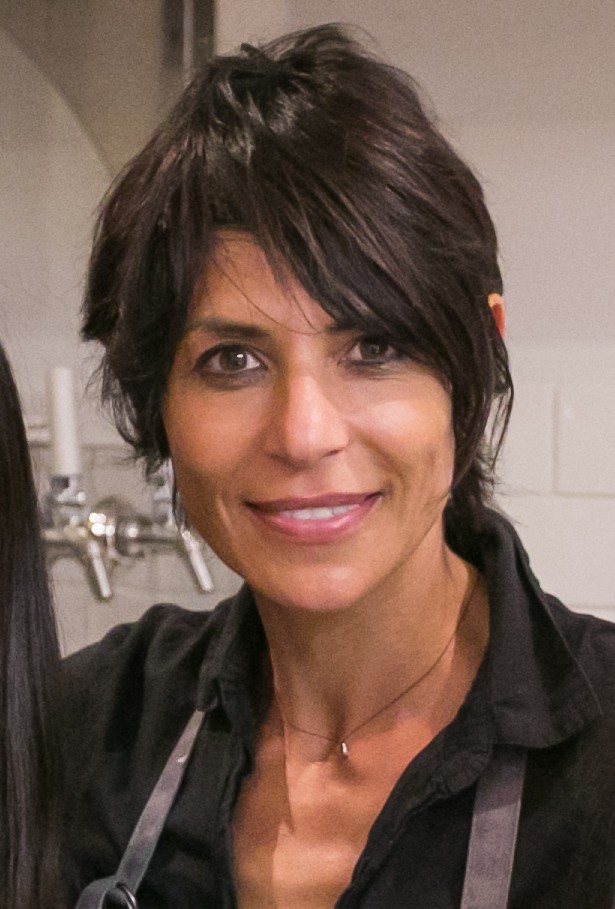
Dominique Crenn est cheffe invitée de cette deuxième épreuve.

Cette deuxième épreuve est jugée par la cheffe française établie aux États-Unis et triplement étoilée Dominique Crenn. Elle demande aux candidats de réaliser une assiette à base de coquillages. Ils disposent de deux heures.
- Lilian (brigade violette) propose une Balade entre la Normandie et la Bretagne, avec Saint-Jacques, brunoise de pomme de terre, échalotes et haddock, glace au lait ribot, estragon et jus de coquillages.
- Louise (brigade rouge) cuisine un carpaccio de couteaux fumés aux algues, bisque d'étrilles, palourdes à la marinière, risotto, riz Arborio, riz noir, qu'elle intitule La Bretagne à ma sauce portugaise.
- Pascal (brigade bleue) travaille d'abord une coquille Saint-Jacques à la braise, puis une raviole aux coquillages et panais, bouillon, qu'il intitule Ma petite balade au bord de la mer.
- Sébastien (brigade orange) réalise un carpaccio de Saint-Jacques et navets, jus détox pomme-céleri, condiment céleri, choux-fleurs, herbes, corail fumé, qu'il intitule Saint-Jacques BZH, mais pas que...

Après dégustation, la cheffe choisit de qualifier les assiettes La Bretagne à ma sauce portugaise (coup de cœur) puis Ma petite balade au bord de la mer, réalisées respectivement par Louise et Pascal qui se qualifient donc pour la semaine suivante. Sébastien et Lilian sont alors directement envoyés en dernière chance.

#### Dernière chance: la poire
Cette semaine, il n'y a pas de sellette, puisque seuls Sébastien et Lilian ne sont pas qualifiés. Le duo s'affronte dans cette épreuve de la dernière chance, et disposent d'une heure pour réaliser une assiette autour de la poire.
Lilian propose une poire (dans l'esprit d'un vin chaud) au vin rouge, épices, glace à la fève tonka, tuiles, crème fouettée mascarpone et poivre, qu'il intitule Poire, vin rouge et épices. Sébastien réalise une poire pochée, crumble au poivre du Sichuan, faisselle, beurre de poire, pickles au vinaigre, qu'il intitule Juste une poire.
Après dégustation à l'aveugle par les quatre chefs, ceux-ci décident de ne pas retenir Poire, vin rouge et épices, réalisée par Lilian, dernier candidat la brigade violette, qui est par conséquent éliminé,,,,.

### 14eépisode
Cet épisode est diffusé pour la première fois le 18 mai 2022.

#### 1reépreuve: le vol-au-vent

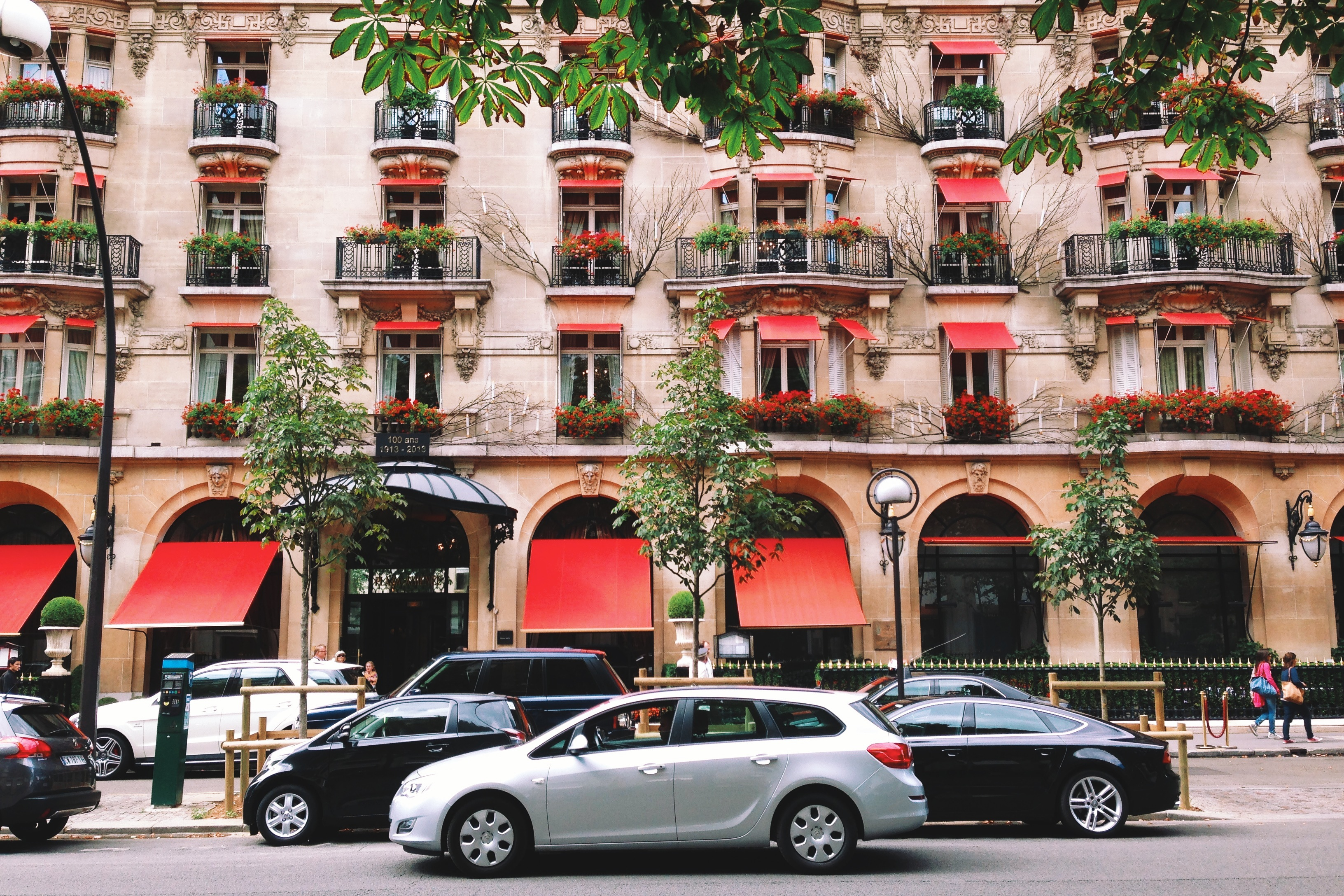
Cette première épreuve se déroule au Plaza Athénée, palace parisien.

Cette première épreuve se déroule au Plaza Athénée, un palace parisien. Le chef et vainqueur de la troisième saison de Top Chef Jean Imbert imagine et juge cette épreuve. Il demande aux candidats de moderniser le vol-au-vent (en gardant les fondamentaux que sont la pâte feuilletée, une garniture et une sauce). Ils disposent pour cela de deux heures et s'affrontent individuellement.
- Mickaël (brigade bleue) propose un vol-au-vent retourné, avec une bisque de langoustine, langoustine à crue, estragon et citron vert, ris de veau, jus de veau, qu'il intitule Vol-au-vent force 10.
- Pascal (brigade bleue) cuisine un pigeon en croûte de pâte feuilletée, Saint-Jacques, jus de pigeon, crème de coquillages, champignons, fruits rouges et carottes, qu'il intitule Le pigeon prend son envol.
- Arnaud (brigade orange) travaille un Vol-au-vent d'Asie, avec des champignons, volaille, sauce poulette, jus de volaille asiatique, huile de laitue, coques, allumettes de pâte feuilletée.
- Sébastien (brigade orange) réalise un feuilletage sésame-piment d'Espelette, ragoût d'escargots, beurre à l'ail, persil, fenouil et os à moelle, crème de champignons, qu'il intitule L'escargot qui ne manque pas d'air.
- Louise (brigade rouge) propose un veau rosé au beurre moussant, sauce foie gras, jus de volaille, huile d'oseille, anguille fumée, girolles, cèpes, feuilles d'huître, qu'elle intitule Vol-au-veau.

Après dégustation, le chef Imbert établit le classement suivant, du premier au dernier : Vol-au-veau, Vol-au-vent force 10, Le pigeon prend son envol, Vol-au-vent d'Asie et L'escargot qui ne manque pas d'air. Ainsi, Louise, de la brigade rouge, ayant réalisé la meilleure assiette se qualifie directement pour les quarts de finale. Sébastien, de la brigade orange, ayant réalisé l'assiette se classant en dernière position est directement envoyé en dernière chance. Les trois candidats restants participent à la deuxième épreuve.

#### 2eépreuve: sublimer la tomate
Cette deuxième épreuve se déroule dans les cuisines de Top Chef. Ce sont les quatre chefs de brigade qui proposent et jugent à l'aveugle cette épreuve. Ils demandent aux candidats, qui disposent de deux heures, de sublimer la tomate. Les chefs Etchebest et Viel ne pouvant être juges et parties, ils choisissent des chefs invités lors de cette saison pour les remplacer auprès des candidats. Ainsi, Pascal est épaulé par Alexandre Mazzia, Mickaël par Alexandre Gauthier et Arnaud par Dominique Crenn.
- Pascal propose un cœur de noire de Crimée grillé au barbecue, marmelade et caramel de tomates, condiment tomate-mûre, eau et granité de tomate, qu'il intitule Mille et une tomates.
- Mickaël travaille une tranche de tomate Noire de Crimée, gelée d'eau, tomates cerises farcies, concassé verveine-citronnelle, brunoise de peaux de tomates vertes, qu'il intitule Jardin de tomates.
- Arnaud réalise une eau de tomates froide, cœur de tomate chaud, ketchup de tomates au piment, brunoise de croûtons de pain à la poudre de tomates, glace au lait ribot, qu'il intitule Une tomate pas si simple.

Après dégustation à l'aveugle, les quatre chefs établissent le classement suivant, du premier au dernier : Une tomate pas si simple (coup de cœur), Mille et une tomates et Jardin de tomates. Mickaël, de la brigade bleue, ayant réalisée l'assiette se classant en dernière position est directement envoyé en dernière chance. Arnaud et Pascal se qualifient quant à eux pour les quarts de finale.

#### Dernière chance: l'agneau
Cette semaine, il n'y a pas de sellette, puisque seuls Sébastien et Mickaël ne sont pas qualifiés. Le duo s'affronte dans cette épreuve de la dernière chance, et disposent d'une heure pour réaliser une assiette autour de l'agneau.
Sébastien réalise un agneau rôti, jus d'agneau, moules marinières, pommes de terre, garniture citron-fenouil-céleri, faisselle baies roses-citron, qu'il intitule L'agneau qui flirte sur la côte. Mickaël propose un tartare d'agneau à l'encre de seiche, algues, gingembre, citronnelle, huile de sésame, pickles de radis, champignons bouton, toasts de pain de mie, qu'il intitule L'agneau en robe noire.
Après dégustation à l'aveugle par les quatre chefs, ceux-ci décident de ne pas retenir L'agneau en robe noire, réalisée par Mickaël, de la brigade bleue, qui est par conséquent éliminé,,,,. Sébastien se qualifie et intègre la brigade de Paul Pairet, de sorte que chaque chef épaule un candidat pour les quarts de finale.

### 15eépisode(quarts de finale)
Cet épisode est diffusé pour la première fois le 25 mai 2022.
Comme lors des saisons précédentes, les quarts de finale se déroulent sous la forme d'un marathon culinaire, c'est-à-dire que tous s'affrontent pour remporter des pass. Dès qu'un candidat amasse deux pass, il arrête de cuisiner et se qualifie pour la demi-finale, ainsi de suite, jusqu'à qu'il ne reste plus qu'un seul candidat, qui est alors éliminé.

#### 1reépreuve: entrée à base de fleurs, dessert à base de feuilles
Avant l'épreuve (diffusé à l'antenne sous forme de flashback), les candidats reçoivent une lettre et la visite d'un proche.
Cette première épreuve est proposée et jugée par le chef argentin Mauro Colagreco. Les candidats disposent de deux heures pour cuisiner deux assiettes : une entrée à base de fleurs comestibles et un plat à base de feuilles. Le chef déguste toutes les assiettes et distribue deux pass (un pour l'entrée, un pour le dessert).

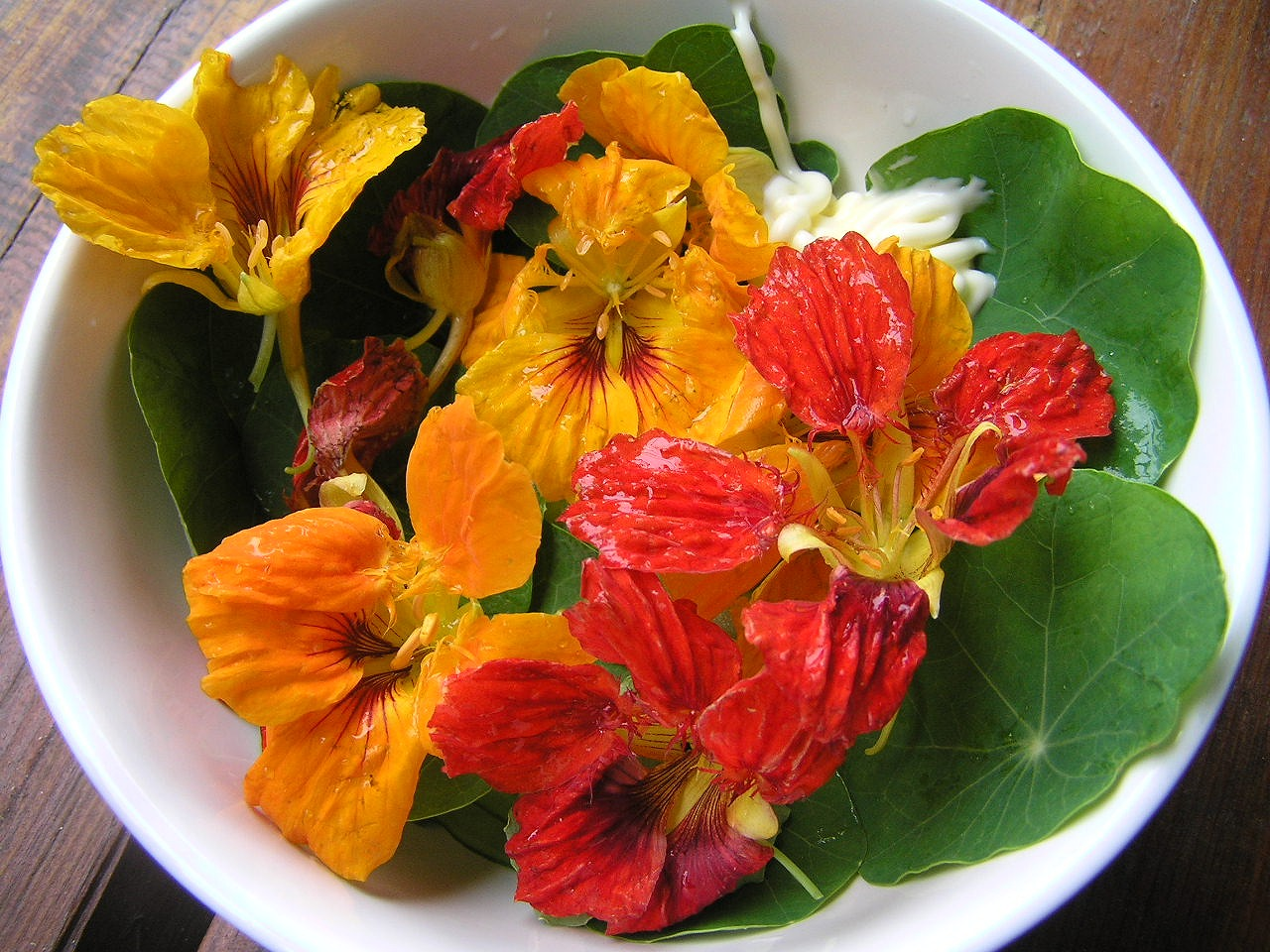
Les fleurs et feuilles (ici, des capucines) sont, pour la première fois dans l'histoire du concours, à l'honneur dans une épreuve.

- Pascal (brigade Etchebest) cuisine, en entrée : un tartare d'huîtres aux fleurs, siphon aux pistils et tuile de pétales de fleurs, qu'il intitule Tartare de fleurs iodé et sa déclinaison de fleurs. En dessert : gâteau aux fruits secs, fromage frais au citron et feuille de citronnier confite, qu'il intitule De la racine aux feuilles de cerisier.
- Louise (brigade Darroze) propose, en entrée : glace à la scamorza fumée-pollen-fleurs de capucines, huile de ciboulette et capucine, câpres frites et crumble de noix, qu'elle intitule Glace Scamorza, capucines fourrées, huile d'ail et pollen. En dessert : granité au shiso, extraction d'oxalis, glace à l'eucalyptus, vinaigrette d'amandes fumées, huile de capucines et chouchous de pistaches, qu'elle intitule Glace, granité shiso, vinaigrette oxalis.
- Sébastien (brigade Pairet) travaille, en entrée : gelée aux fleurs de soucis, sabayon au beurre de soucis et tartare de Saint-Jacques, qu'il intitule Y'a pas de soucis ! En dessert : glace parfumée au géranium, meringue italienne flambée et huile de géranium, qu'il intitule Omelette norvégienne aux feuilles de géranium.
- Arnaud (brigade Viel) réalise, en entrée : fleur de courgette farcie à la crème de courgettes et aux pétales de souci, lard de Colonnata, crème de parmesan et huile de safran, qu'il intitule Parmesan fleuri. En dessert : soufflé glacé à la chartreuse, granité de roquette, salade de roquette et oxalis, huile de menthe, crème anglaise au tabac et poudre d'ortie, qu'il intitule Balade en montagne.

Après dégustation, il choisit les assiettes Parmesan fleuri (pour l'entrée) et Glace, granité shiso, vinaigrette oxalis (pour le dessert), respectivement réalisées par Arnaud et Louise, qui remportent chacun un premier pass.

#### 2eépreuve: un plat surprise
Cette épreuve est proposée et jugée par la cheffe et vainqueur de la deuxième saison de Top Chef Stéphanie Le Quellec. Elle demande aux candidats, qui disposent de deux heures, de réaliser un plat au visuel simple et sobre, mais contenant une surprise, c'est-à-dire un élément qu'on ne peut distinguer avant dégustation.
- Arnaud propose une focaccia, tomates confites, oignons caramélisés, tombée de roquette et basilic, chantilly de burrata, eau de tomate, qu'il intitule La Dolce Vita.
- Louise cuisine des pommes paolo, morue confite, confit oignon-ail, feuilles d'oxalis, sauce olives noires, qu'elle intitule La cuisine de ma grand-mère.
- Sébastien réalise un pressé d'endives, pressé de pied de porc et jambon, béchamel, carré de feuilletage, œufs de hareng, qu'il intitule Clin d'œil à ma maman.
- Pascal travaille une sphère de chocolat blanc, purée de pommes de terre algues-oursins, tartare de Saint-Jacques, sauce Saint-Jacques-oursins, qu'il intitule La face cachée de la lune.

Après dégustation à l'aveugle des quatre assiettes, la cheffe choisit La Dolce Vita, réalisée par Arnaud qui remporte un second pass et se qualifie ainsi pour la demi-finale. Les autres candidats participent aux épreuves suivantes.

### 16eépisode(quarts de finale, suite)
Cet épisode est diffusé pour la première fois le 1er juin 2022.

#### 3eépreuve: le plat signature

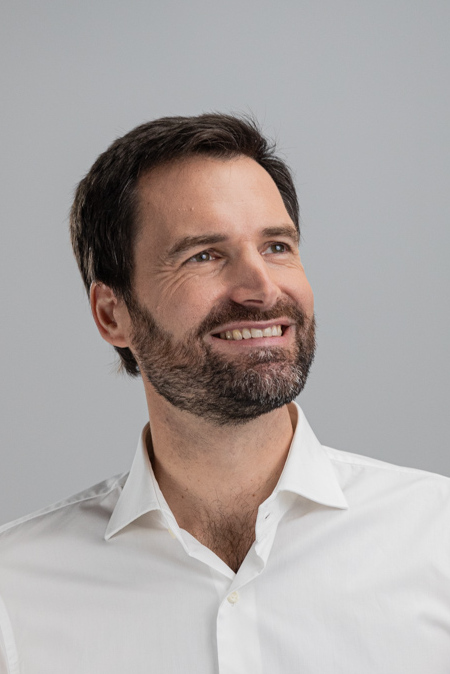
Gwendal Poullennec chapeaute cette troisième épreuve, jugée par des inspecteurs du Guide Michelin, qui gardent l'anonymat.

Cette troisième épreuve se déroule dans les cuisines de Top Chef. Elle est jugée par quatre inspecteurs du Guide Michelin, qui restent anonymes. Elle est imaginée par Gwendal Poullennec, directeur du Guide, qui demandent aux candidats de réaliser leur plat signature, un plat libre qui les représente. Ils disposent pour cela de deux heures.
- Sébastien (brigade violette) veut mettre à l'honneur le Nord, en proposant un pigeon rôti, raviole à la betterave rouge, jus de pigeon, croustade champignons, foie gras et abats, qu'il intitule Pigeon, raviole, croustade d'abattis.
- Louise (brigade rouge) veut proposer un plat sans déchets, en réalisant une joue de lotte confite, foie de lotte poêlé, fumet de poisson, salsifis, condiment citron yuzukoshō, mousseline céleri-rave, qu'elle intitule Le homard et le foie gras du pauvre, algues, racines et jus d'épluchures.
- Pascal (brigade bleue) veut réaliser un plat « campagnard », en cuisinant un carré de chevreuil, condiment ail noir-fruits rouges, gelée fruits rouges au poivre, champignons, jus de chevreuil, nems aux abats, qu'il intitule Balade au cœur de la fôret.

Après dégustation à l'aveugle par les quatre inspecteurs, ceux-ci ont préféré Le homard et le foie gras du pauvre, algues, racines et jus d'épluchures, réalisée par Louise qui remporte un second pass et se qualifie ainsi pour la demi-finale. Sébastien et Pascal s'affrontent sur l'épreuve suivante.

#### 4eépreuve: le chocolat
Cette épreuve est imaginée et jugée par les chefs Yannick Alléno et Aurélien Rivoire. Ils donnent deux défis aux candidats autour du chocolat et mettent en jeu un pass par défi. Tout d'abord, Sébastien et Pascal disposent de quarante-cinq minutes pour réaliser une bouchée sucrée chocolatée. Ensuite, ils ont une heure et demie pour réaliser un plat salé dont l'élément principal est le chocolat.
- Sébastien réalise, pour sa bouchée, une mousse au chocolat, langue d'oursin, tuile de nougatine à la coriandre et au grué de cacao, qu'il intitule Iode de choc'. Pour son plat, canard, grué de cacao, chou-fleur rôti et en purée au chocolat blanc, jus de canard lié au chocolat, tuile cacao et grué, qu'il intitule Palette de chocolat animale.
- Pascal propose, pour sa bouchée, un gâteau de fruits secs et cacao amer, ganache au chocolat, mousse chocolat 80 % au grué torréfié, tuile cacaotée, qu'il intitule Ma tablette de chocolat. Pour son plat, volaille en croûte de cacao, carotte confite et glacée, jus de carotte au chocolat, garniture citron-piment, qu'il intitule Volaille de Bresse, cuite en croûte de cacao et sa carotte surprise.

Après dégustation de la bouchée sucrée, ils sélectionnent Iode de choc', réalisée par Sébastien, qui remporte son premier pass. Après dégustation de plat salé, ils sélectionnent Palette de chocolat animale, réalisée par Sébastien, qui remporte un second pass et se qualifie ainsi pour la demi-finale. Pascal, de la brigade bleue, qui n'a amassé aucun pass, est par conséquent éliminé,,,,.

### 17eépisode(demi-finale)
Cet épisode est diffusé pour la première fois le 8 juin 2022.
La demi-finale se déroule sur le même principe que les saisons précédentes, à la différence qu'elle se déroule au cours d'un seul épisode. Chacun des trois demi-finalistes imagine une épreuve et s'y mesure à ses adversaires. S'il la remporte, personne ne marque de points. S'il est surclassé sur son épreuve, chacun des candidats qui a fait mieux que lui marque un point. Celui qui cumule le moins de point à l'issue des trois épreuves et des dégustations à l'aveugle, dont le jury comprend systématiquement Philippe Etchebest, qui n'a plus de candidat en compétition, est éliminé.

#### Épreuve d'Arnaud: la pêche au thon mayonnaise, frites

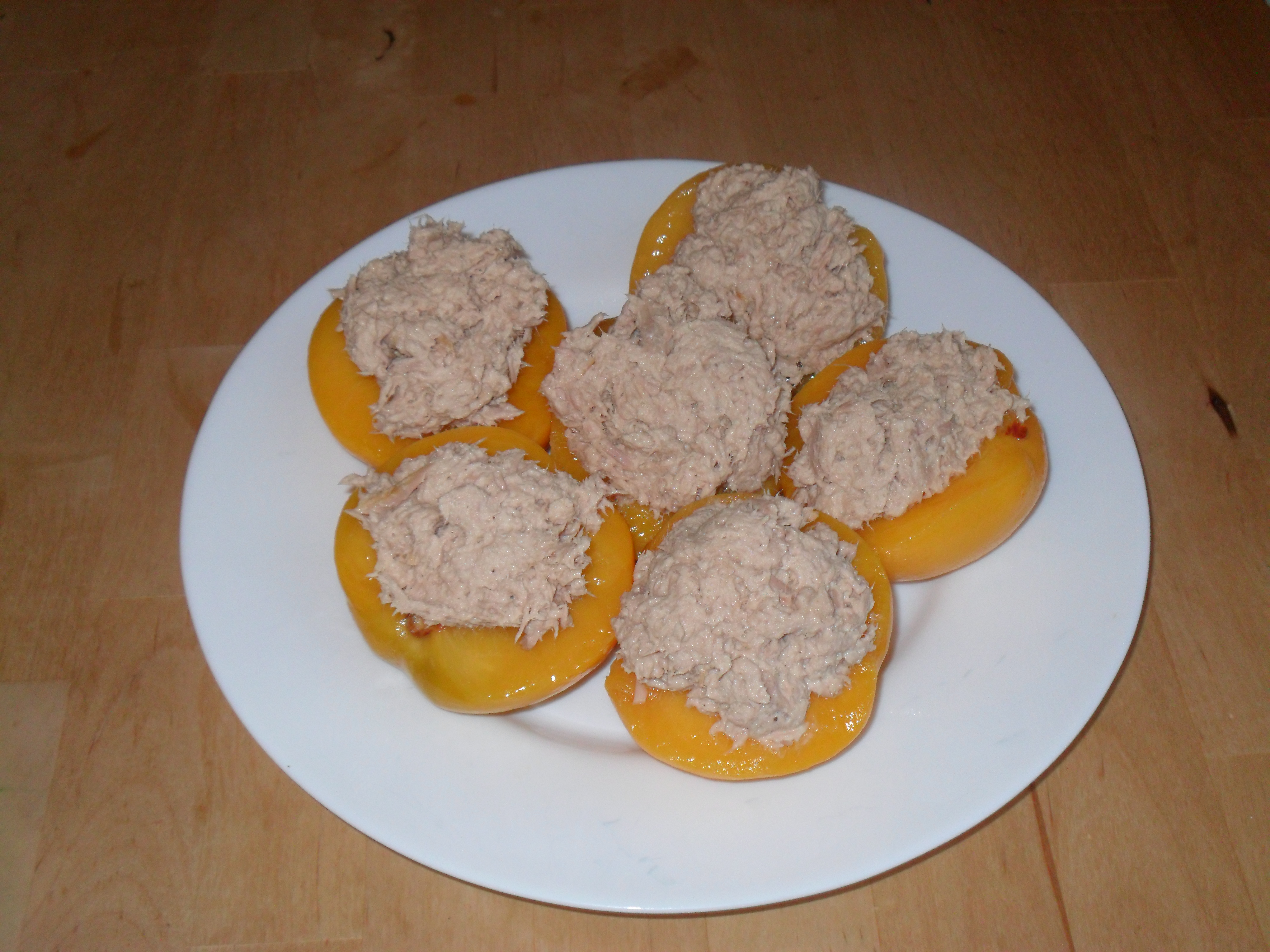
Pour cette première épreuve, Arnaud demande de revisiter la pêche au thon, plat belge.

Arnaud impose le thème de la première épreuve : il demande aux candidats de réinterpréter la pêche au thon, accompagné de frites, en gardant les quatre éléments essentiels, que sont du thon en conserve, de la pêche, de la mayonnaise et un élément frit. Ils disposent pour cela d'une heure trente.
- Arnaud propose des ravioles de pêches farcies de thon cru, tataki de thon, thon fumé, mayonnaise au thon en boîte, cubes de frites et vinaigrette de pêches, qu'il intitule Ceci est une pêche au thon.
- Sébastien réalise un cannelloni de pêches fraîches et au sirop, farce de thon frais et thon en boîte, mayonnaise, œufs de lump, pommes Pont-Neuf, qu'il intitule La pêche en mer, pommes de terre Pont-Neuf.
- Louise travaille une mayonnaise coriandre-citron, écailles de pommes de terre au sumac, chutney épicé, pêche brûlée et fumée, sauce tahini de thon en boîte, qu'elle intitule Le thon à la pêche.

Les plats sont dégustés à l'aveugle par Philippe Etchebest et le chef belge doublement étoilé Sang Hoon Degeimbre. Ils établissent le classement suivant (du dernier au premier) : Le thon à la pêche, La pêche en mer, pommes de terre Pont-Neuf, puis Ceci est une pêche au thon. Arnaud ayant réalisé la meilleure assiette, aucun point n'est marqué à l'issue de cette épreuve.

#### Épreuve de Louise: sang de porc et foie de volaille en dessert
Louise impose le thème de la deuxième épreuve : elle demande aux candidats de travailler le sang de porc et le foie de volaille en dessert. Ils disposent pour cela de deux heures.
- Louise propose un pudding au boudin noir-fruits secs, glace foie de volaille-vanille, ganache chocolat et sang, poire pochée, tuile de peau de poulet, qu'elle intitule Boudin noir maison, poire hibiscus, glace au foie de volaille, tuile de peau.
- Arnaud cuisine une tuile au sang et au sarrasin, coulis de fruits rouges et sang, crémeux au chocolat et foie, biscuit amandes-noisettes et grué, qu'il intitule Sang pour sang.
- Sébastien réalise un ceviche de foie, crème pâtissière et glace chocolat-piment-sang, coulis fruits rouges et sang, nougatine piment-chocolat blanc, qu'il intitule On peut tromper cent fois.

Les plats sont dégustés à l'aveugle par Philippe Etchebest et le chef Simone Zanoni. Ils établissent le classement suivant (du dernier au premier) : On peut tromper cent fois, Sang pour sang, puis Boudin noir maison, poire hibiscus, glace au foie de volaille, tuile de peau. Louise ayant réalisé la meilleure assiette, aucun point n'est marqué à l'issue de cette épreuve.

#### Épreuve de Sébastien: le lièvre à la royale
Sébastien impose le thème de la troisième épreuve : il demande aux candidats de sublimer le lièvre à la royale, en réalisant au moins un médaillon, une sauce aux abats et des pommes soufflées. Ils disposent pour cela de deux heures.
- Sébastien réalise une ballotine de râble, farce aux abats et insert foie gras, sauce au sang et chocolat, raifort, radis, pommes de terre soufflées, qu'il intitule Le lièvre et le radis.
- Arnaud travaille une ballotine inversée, farce de lièvre et gorge de porc, sauce au lièvre et chocolat, crème de panais, pommes de terre soufflées, kumquats, qu'il intitule Tiré comme un lièvre.
- Louise propose un râble farci aux abats-anguille-agrumes, sauce royale liée au sang et au foie gras, pommes de terre soufflées, salade fraîcheur, qu'elle intitule Lièvre à la royale légèrement iodé.

Les plats sont dégustés à l'aveugle par Philippe Etchebest et le chef Christian Le Squer.

#### Verdict
Séparément, chacun des candidats échange avec son chef de brigade dans les cuisines de Top Chef. Ils évoquent les temps forts du concours et les sentiments du candidat à l'approche de l'énoncé du verdict. Ils sont placés face à une table avec une cloche de restaurant dissimulant une pastille de couleur verte en cas de qualification pour la finale, orange en cas d'ex-æquo, ou rien du tout en cas d'élimination.
Arnaud et Louise découvrent une pastille verte sous la cloche, signe qu'ils sont qualifiés pour la finale. Sébastien découvre une cloche vide et est donc éliminé,,,,.

### 18eépisode(finale)
Cet épisode est diffusé pour la première fois le 15 juin 2022.
La finale oppose Arnaud (brigade Viel) et Louise (brigade Darroze). Celle-ci a lieu à l'hôtel George-V à Paris. Les deux finalistes disposent de dix heures pour réaliser un menu gastronomique pour quatre-vingt bénévoles de la Croix-Rouge (accompagnés de leur ambassadrice Adriana Karembeu) ainsi que les quatre chefs de l'émission.

#### Réalisation des menus
Pour réaliser ce menu, les deux finalistes sont assistés par des commis recrutés parmi des anciens candidats de la même saison de Top Chef. Chaque finaliste choisit à tour de rôle et Louise commence. Elle choisit : Thibaut, Pascal, Élis, puis Ambroise. Arnaud choisit de son côté : Lilian, Mickaël, Sébastien, puis Lucie. Les deux équipes ainsi constituées sont respectivement coachées par Hélène Darroze et Philippe Etchebest, et Glenn Viel et Paul Pairet.
Le menu réalisé par Louise est le suivant :
- Entrée : Sashimi de sériole mariné au kombu, sauce ponzu perlée à l'huile de cèpe, chips de riz, daïkon, ciboule, truffe noire, qu'elle intitule Sériole marinée, ponzu truffé et huile de cèpes, riz de l'estuaire du Sado.
- Plat : Côte de veau rôtie sur l'os, anguille fumée, jus de veau perlé, purée de pommes de terre, sucrine braisée, huître, qu'elle intitule Veau et anguille fumée, jus de viande rafraîchi, laitue braisée et huître au beurre aillé.
- Dessert : Glace à l'ail noir, mousse au chocolat blanc à la mousse végétale, crumble de sarrasin, sponge cake pistache, caramel miso, qu'elle intitule Mousse à la mousse et mousse de pistache, glace ail noir et miso, tuile et crumble croustillant au sarrasin.

Le menu réalisé par Arnaud est le suivant :
- Entrée : Moules, marinière herbacée, chips de pommes de terre, pommes de terre fumées, voile de peau de pommes de terre, qu'il intitule Dans l'esprit d'une moule-frites.
- Plat : Waterzooï de poulet cuisson basse température, marinade au lait ribot, citronnelle, galanga, ail. Pressé carotte-céleri-daïkon et farce fine, crumble cèpes-parmesan. Sauce au vin jaune crémée au parmesan et crème fouettée, qu'il intitule Waterzooï de volaille au vin jaune.
- Dessert : Pommes confites au beurre et au sucre, glace au spéculoos, biscuit spéculoos, gel pommes granny, gel vinaigre de cidre, qu'il intitule Souvenir d'enfance.

#### Dégustation à l'aveugle et votes
Paul Pairet, Philippe Etchebest, Glenn Viel et Hélène Darroze, ainsi que les quatre-vingt convives dégustent les trois éléments du menu « A » (celui d'Arnaud) et du menu « B » (celui de Louise). À chaque plat, un candidat par brigade est désigné pour écouter et rendre compte des commentaires des chefs : Lucie et Élis pour l'entrée, Lilian et Ambroise pour le plat, puis l'ensemble de la brigade pour le dessert.
À l'issue du repas, les dégustant disposent de dix points, qu'ils peuvent répartir comme ils le souhaitent entre les deux menus. Hélène Darroze attribue sept points à Louise, contre trois pour Arnaud. Philippe Etchebest, Paul Pairet et Glenn Viel attribuent six points à Louise, contre quatre pour Arnaud. Les quatre-vingt bénévoles ajoutent leur voix dans l'urne, qui est ensuite scellée.

#### Tirage des couteaux
Le tirage des couteaux a lieu plusieurs semaines après la finale, et se déroule au George-V. Chaque finaliste se trouve avec ses proches et son chef de brigade, face à un couteau scellé dans un fourreau.
Finalement, c'est Louise qui tire la lame acier synonyme de victoire. Elle l'emporte face à Arnaud avec 56,19 % des points attribués lors des votes. Elle empoche ainsi 56 190 €, proportionnellement au pourcentage de points obtenus,,,,,,.

## Audiences et diffusion
En France, l'émission est diffusée sur M6, les mercredis, du 16 février au 15 juin 2022. Un épisode dure environ 2 h 15 (publicités incluses), soit une diffusion de 21 h 10 à 23 h 35. En raison de la diffusion, le mercredi 20 avril 2022, du débat de l'entre-deux tours de l'élection présidentielle française de 2022, la diffusion du dixième épisode est décalée au lendemain, soit le jeudi 21 avril 2022, la chaîne préférant à la place rediffuser un épisode de Cauchemar en cuisine.
Après des audiences solides pour son démarrage (meilleur lancement historique de ce programme sur les parts de marché des FRDA-50), les audiences se tassent au fil de la diffusion du programme et la finale fait un score historiquement bas en nombre de téléspectateurs, signe possible d'une saison en demi-teinte.
En Belgique, l'émission est diffusée une semaine après la France, les lundis, depuis le 21 février 2022. L'épisode est le même, sa durée est identique, mais il est diffusé à partir de 20 h 30. La finale est exceptionnellement diffusée un mercredi, le 15 juin 2022. L'épisode commence alors à 21 h 20, soit cinq minutes après le début de la diffusion française.

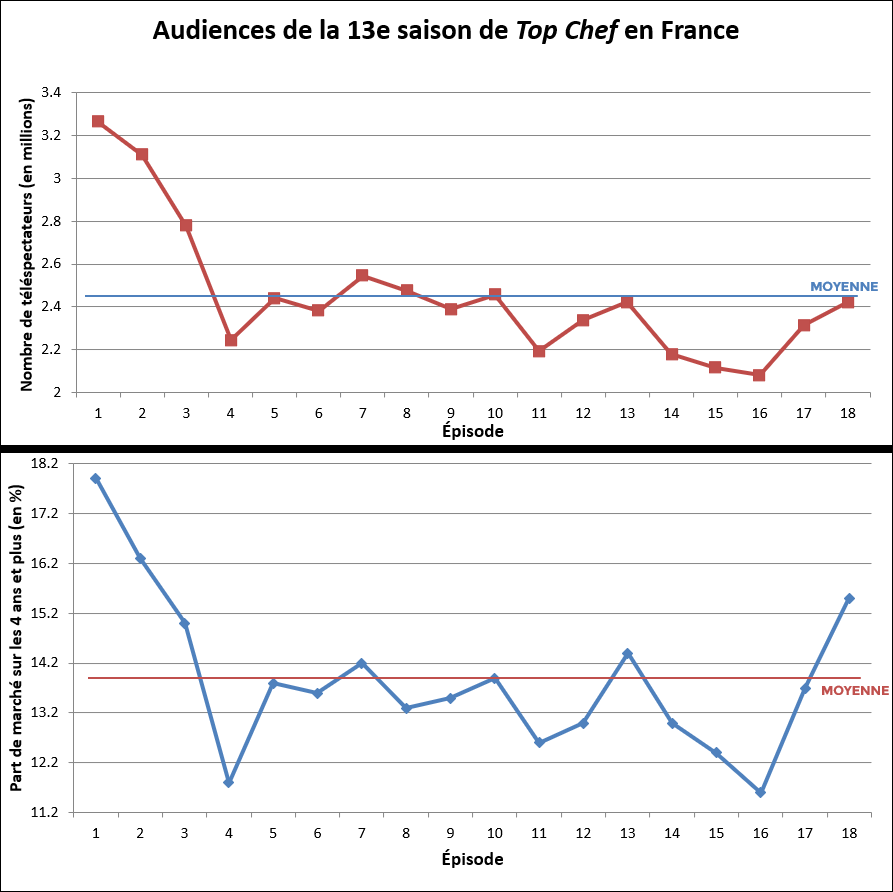
Graphique présentant l'évolution des audiences de cette saison en France.

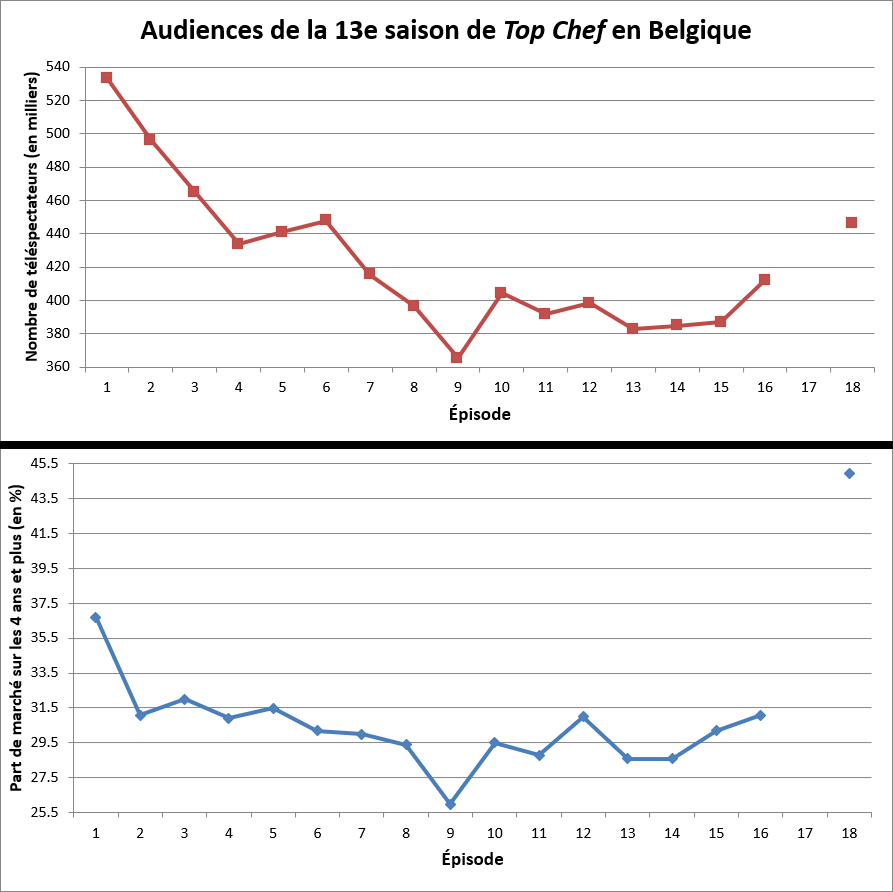
Graphique présentant l'évolution des audiences de cette saison en Belgique.

| Épisode            | Jour et horaire de diffusion             | Nombre de téléspectateurs | Part de marché | Part de marché | Classement des audiences | Réf.    |
| Épisode            | Jour et horaire de diffusion             | Nombre de téléspectateurs | (4ans et plus) | (FRDA-50)      | Classement des audiences | Réf.    |
| ------------------ | ---------------------------------------- | ------------------------- | -------------- | -------------- | ------------------------ | ------- |
| 1                  | Mercredi 16 février 2022 (21:10 - 23:40) | 3 265 000                 | 17,9 %         | 31,6 %         | 1er                      | [ 218 ] |
| 1                  | Mercredi 16 février 2022 (23:40 - 00:30) | 2 020 000                 | 25,5 %         | Non connu.     | 1er                      | [ 222 ] |
| 2                  | Mercredi 23 février 2022 (21:10 - 23:35) | 3 109 000                 | 16,3 %         | 28,8 %         | 2e                       | [ 223 ] |
| 3                  | Mercredi 2 mars 2022 (21:10 - 23:35)     | 2 780 000                 | 15 %           | 27,8 %         | 2e                       | [ 224 ] |
| 4                  | Mercredi 9 mars 2022 (21:10 - 23:35)     | 2 245 000                 | 11,8 %         | 20,9 %         | 2e                       | [ 225 ] |
| 5                  | Mercredi 16 mars 2022 (21:10 - 23:35)    | 2 440 000                 | 13,8 %         | 24,3 %         | 1er                      | [ 226 ] |
| 6                  | Mercredi 23 mars 2022 (21:10 - 23:35)    | 2 382 000                 | 13,6 %         | 25 %           | 2e                       | [ 227 ] |
| 7                  | Mercredi 30 mars 2022 (21:10 - 23:35)    | 2 545 000                 | 14,2 %         | 26,5 %         | 2e                       | [ 228 ] |
| 8                  | Mercredi 6 avril 2022 (21:10 - 23:35)    | 2 476 000                 | 13,3 %         | 24,8 %         | 2e                       | [ 229 ] |
| 9                  | Mercredi 13 avril 2022 (21:10 - 23:35)   | 2 389 000                 | 13,5 %         | 24,2 %         | 2e                       | [ 230 ] |
| 10                 | Jeudi 21 avril 2022 (21:10 - 23:35)      | 2 457 000                 | 13,9 %         | 24,6 %         | 2e                       | [ 231 ] |
| 11                 | Mercredi 27 avril 2022 (21:10 - 23:35)   | 2 194 000                 | 12,6 %         | 24,3 %         | 2e                       | [ 232 ] |
| 12                 | Mercredi 4 mai 2022 (21:10 - 23:35)      | 2 338 000                 | 13 %           | 22,5 %         | 2e                       | [ 233 ] |
| 13                 | Mercredi 11 mai 2022 (21:10 - 23:35)     | 2 421 000                 | 14,4 %         | 25,5 %         | 1er                      | [ 234 ] |
| 14                 | Mercredi 18 mai 2022 (21:10 - 23:35)     | 2 179 000                 | 13 %           | 24,6 %         | 2e                       | [ 235 ] |
| 15                 | Mercredi 25 mai 2022 (21:10 - 23:35)     | 2 116 000                 | 12,4 %         | 21,9 %         | 2e                       | [ 236 ] |
| 16                 | Mercredi 1er juin 2022 (21:10 - 23:35)   | 2 081 000                 | 11,6 %         | 21,1 %         | 4e                       | [ 237 ] |
| 17                 | Mercredi 8 juin 2022 (21:10 - 23:35)     | 2 315 000                 | 13,7 %         | 24,2 %         | 3e                       | [ 238 ] |
| 18 (finale)        | Mercredi 15 juin 2022 (21:10 - 23:35)    | 2 421 000                 | 15,5 %         | 27 %           | 2e                       | [ 220 ] |
|                    |                                          |                           |                |                |                          |         |
| Bilan de la saison | Bilan de la saison                       | 2 450 000                 | 13,9 %         | 25 %           | –                        | [ 239 ] |

| Épisode     | Jour et horaire de diffusion          | Nombre de téléspectateurs | Part de marché (4 ans et plus) | Réf.       |
| ----------- | ------------------------------------- | ------------------------- | ------------------------------ | ---------- |
| 1           | Lundi 21 février 2022 (20:30 - 22:35) | 533 228                   | 36,7 %                         | [ 240 ]    |
| 1           | Lundi 21 février 2022 (22:35 - 23:25) | Non connu.                | Non connu.                     | Non connu. |
| 2           | Lundi 28 février 2022 (20:30 - 22:35) | 496 077                   | 31,1 %                         | [ 241 ]    |
| 3           | Lundi 7 mars 2022 (20:30 - 22:35)     | 465 051                   | 32 %                           | [ 242 ]    |
| 4           | Lundi 14 mars 2022 (20:30 - 22:35)    | 433 742                   | 30,9 %                         | [ 243 ]    |
| 5           | Lundi 21 mars 2022 (20:30 - 22:35)    | 440 991                   | 31,5 %                         | [ 244 ]    |
| 6           | Lundi 28 mars 2022 (20:30 - 22:35)    | 447 748                   | 30,2 %                         | [ 245 ]    |
| 7           | Lundi 4 avril 2022 (20:30 - 22:35)    | 415 297                   | 30 %                           | [ 246 ]    |
| 8           | Lundi 11 avril 2022 (20:30 - 22:35)   | 396 461                   | 29,4 %                         | [ 247 ]    |
| 9           | Lundi 18 avril 2022 (20:30 - 22:35)   | 365 384                   | 26 %                           | [ 248 ]    |
| 10          | Lundi 25 avril 2022 (20:30 - 22:35)   | 404 185                   | 29,5 %                         | [ 249 ]    |
| 11          | Lundi 2 mai 2022 (20:30 - 22:35)      | 391 654                   | 28,8 %                         | [ 250 ]    |
| 12          | Lundi 9 mai 2022 (20:30 - 22:35)      | 398 336                   | 31 %                           | [ 251 ]    |
| 13          | Lundi 16 mai 2022 (20:30 - 22:35)     | 382 760                   | 28,6 %                         | [ 252 ]    |
| 14          | Lundi 23 mai 2022 (20:30 - 22:35)     | 384 782                   | 28,6 %                         | [ 253 ]    |
| 15          | Lundi 30 mai 2022 (20:30 - 22:35)     | 386 794                   | 30,2 %                         | [ 254 ]    |
| 16          | Lundi 6 juin 2022 (20:30 - 22:35)     | 412 239                   | 31,1 %                         | [ 255 ]    |
| 17          | Lundi 13 juin 2022 (20:30 - 22:35)    | Non connu.                | Non connu.                     | Non connu. |
| 18 (finale) | Mercredi 15 juin 2022 (21:20 - 23:45) | 445 925                   | 44,9 %                         | ,          |

Légende :
- plus hauts scores d'audiences
- plus bas scores d'audiences